# Elvis Presley
Elvis Aaron Presley (Tupelo, Mississippi, 8 januari 1935 – Memphis, 16 augustus 1977) was een Amerikaans zanger en acteur. Hij wordt vaak The King of Rock and Roll of kortweg The King genoemd en geldt als een van de toonaangevendste culturele iconen van de twintigste eeuw.
Presley werd geboren in Tupelo in de staat Mississippi en verhuisde met zijn familie in 1948 naar Memphis in Tennessee toen hij 13 jaar was. Zijn muzikale loopbaan begon in 1953 toen hij bij de latere Sun Studio een nummer opnam dat werd uitgebracht op Sun Records van Sam Phillips. Begeleid door gitarist Scotty Moore en bassist Bill Black werd Presley een vroege popularisator van de rockabilly, een uptempo-, door een backbeat aangedreven versmelting van country en rhythm-and-blues. De platenmaatschappij RCA Victor nam zijn contract over in een overeenkomst die was voorbereid door Colonel Tom Parker, die meer dan twee decennia als manager van de zanger zou fungeren.
Presleys eerste single That's All Right kwam uit in juli 1954. Daarna kwam in januari 1956 Heartbreak Hotel uit, een Amerikaanse nummer 1-hit. Na een reeks van succesvolle televisieoptredens en platen die de top van de verkooplijsten bereikten, werd hij gezien als de meest vooraanstaande figuur van de rock-'n-roll. Zijn energieke interpretaties van liedjes en seksueel provocerende podiumoptredens, in combinatie met een opmerkelijk aansprekende versmelting van multi-etnische invloeden die samenviel met de opkomst van de burgerrechtenbeweging, maakten hem tegelijk enorm populair en controversieel. Het Amerika van net na de Tweede Wereldoorlog kende een grote economische groei, waarbij de jeugd meer te besteden kreeg. De individuele ontplooiing werd geleidelijk belangrijker en zo ontstond een jeugdcultuur met verschillende subculturen die zich afzette tegen de oudere generatie. Presley was hiervan de belichaming en werd zo het eerste popidool.
In november 1956 debuteerde hij als acteur in de film Love Me Tender. In 1958 werd hij opgeroepen voor militaire dienst. Twee jaar later hernam hij zijn platencarrière en produceerde een deel van zijn commercieel succesvolste werk, voordat hij het grootste deel van de jaren 1960 wijdde aan het maken van films en de bijbehorende soundtrackalbums, waarvan de meeste door critici werden gekraakt. Na zeven jaar geen liveoptredens te hebben gegeven, keerde hij in 1968 terug op het podium in de televisie-comebackspecial Elvis, die resulteerde in een lange reeks concerten in Las Vegas en een serie van zeer winstgevende tournees. In 1973 trad Presley aan in het eerste via een satelliet wereldwijd uitgezonden concert, Aloha from Hawaii. Langdurig medicijnmisbruik, ernstig overgewicht, slechte voeding en diabetes 2 ruïneerden zijn gezondheid en hij overleed op 16 augustus 1977 op 42-jarige leeftijd. Op 18 augustus werd hij begraven.
Presley is een van de meest gevierde en invloedrijkste muzikanten van de tweede helft van de twintigste eeuw. Commercieel succesvol in vele genres, waaronder pop, blues en gospel, is hij een van de bestverkochte soloartiesten in de geschiedenis van de muziekindustrie:438-439 met een geschatte verkoop van ongeveer 600 miljoen platen over de hele wereld. Hij werd tot 1978 veertienmaal genomineerd voor een Grammy Award en ontving er drie, alle drie voor zijn gospelopnamen. Op 36-jarige leeftijd werd hem de Bing Crosby Grammy Lifetime Achievement Award toegekend. Presley is de enige artiest die is opgenomen in zes muzikale Halls of Fame, namelijk de Rock and Roll, Rockabilly, Country, Blues, Gospel en sinds 2015 in de R&B Music Hall of Fame.
Als kritiek geldt, niet zozeer ten aanzien van Presley zelf, maar op het functioneren van de populaire muziekindustrie en de marketingmethoden, dat veel mensen met donkere huidskleur vóór of tegelijkertijd met Presley dezelfde muziek maakten, zoals Sam Cooke en Little Richard, maar niet op zo grote schaal konden doorbreken, vanwege discriminatie. Ook geldt als kritiek dat lang te weinig aandacht is gegeven aan de invloeden vanuit de zwarte cultuur in Amerika op de muziek, speel- en dansstijl van Presley.

## Leven en loopbaan

### Jonge jaren (1935–1953)

#### Kinderjaren in Tupelo

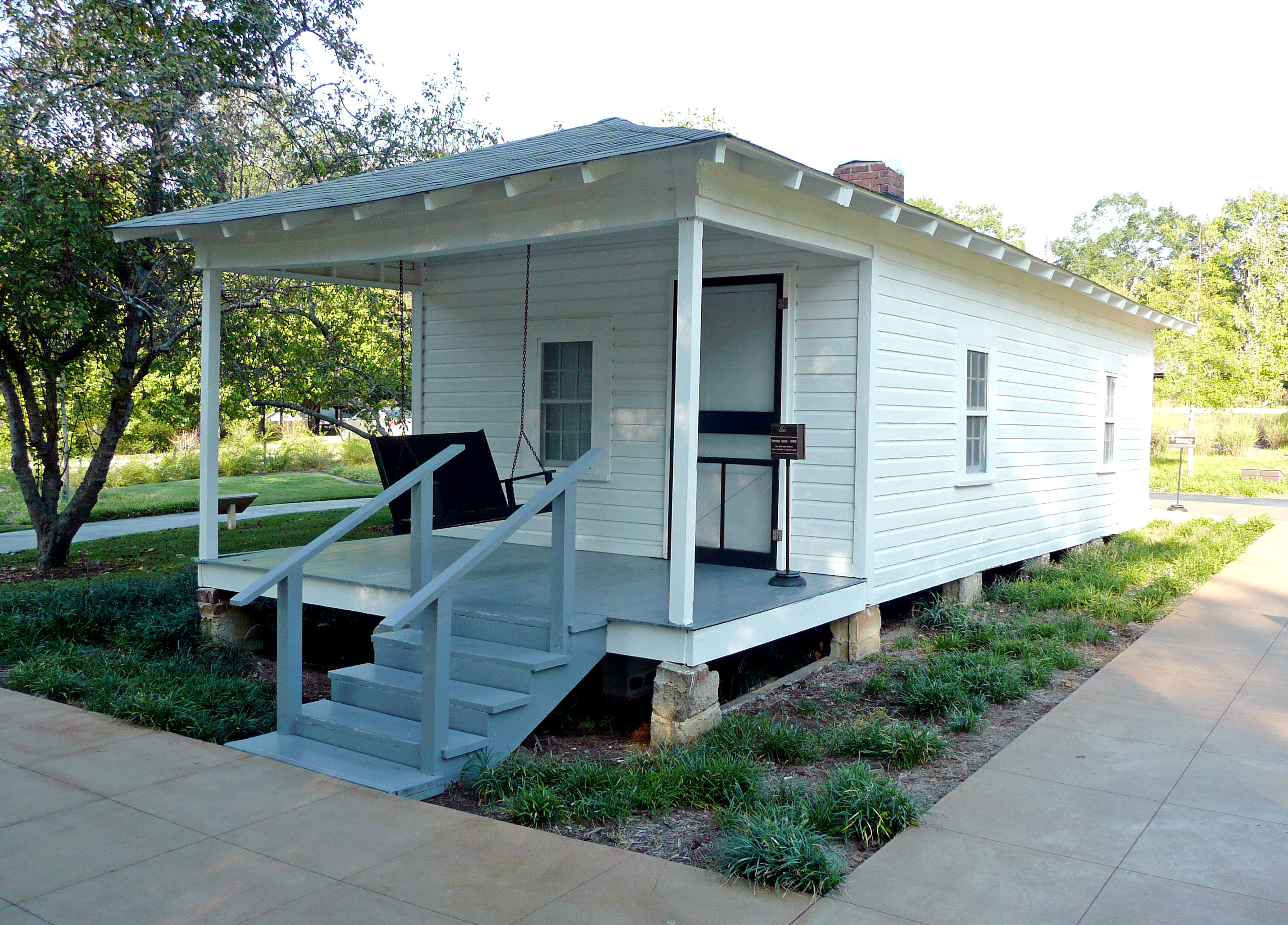
Geboortehuis van Elvis Presley in Tupelo, Mississippi

Presley werd op 8 januari 1935 geboren in een shotgun house in Tupelo in Mississippi (zie geboortehuis van Elvis Presley) als de zoon van Gladys Love (meisjesnaam Smith; 25 april 1912 – 14 augustus 1958) en Vernon Elvis Presley (10 april 1916 – 26 juni 1979),:3 in de kleine tweekamerwoning, die gebouwd was door de vader van Vernon ter voorbereiding van de geboorte. Zijn identieke tweelingbroer Jesse Garon Presley kwam 35 minuten voor Elvis dood ter wereld. Als enig kind hechtte Elvis zich sterk aan beide ouders, vooral de band met zijn moeder was opmerkelijk nauw. Het gezin bezocht de diensten van de kerk Assembly of God, waar hij zijn eerste muzikale inspiratie vond.:13–14
Presley was van voornamelijk West-Europese afkomst en zijn familielijn bevatte Schots-Ierse, Schotse,:60 Duitse en enkele Normandische elementen. De betovergrootmoeder van Gladys, Morning Dove White, was mogelijk een Cherokee-indiaan.:13, 16, 20-22, 26 Gladys werd door vrienden en familieleden beschouwd als de dominante figuur binnen het kleine gezin. Vernon had het ene baantje na het andere en kennelijk weinig ambitie.:11-12, 23-24:419 Het gezin was vaak aangewezen op hulp van buren en het voedselprogramma van de overheid. De Presleys overleefden de EF5 tornado gedurende de Tupelo-Gainesville tornadoreeks uit 1936. In 1938 raakten ze hun huis kwijt, omdat Vernon schuldig werd bevonden aan het frauderen met een cheque van de landeigenaar, Orville S. Bean, de zuivelboer en veehandelaar voor wie hij toen werkte. Hij kreeg acht maanden gevangenisstraf en Gladys trok met Elvis in bij familieleden.:12-14
In september 1941 begon Presley onderwijs te volgen aan de East Tupelo Consolidated, waar zijn onderwijzers hem beschouwden als gemiddeld.:15-16 Hij werd aangemoedigd om mee te doen aan een zangwedstrijd toen hij tijdens het ochtendgebed zijn leraar imponeerde met een uitvoering van Red Foleys countrylied Old Shep. Deze talentenwedstrijd, die werd gehouden op de Mississippi-Alabama Fair and Dairy Show op 3 oktober 1945, was zijn eerste openbare optreden: gekleed als cowboy stond de tienjarige Presley op een stoel om bij de microfoon te kunnen en zong Old Shep. Hij herinnerde zich later op de vijfde plaats te zijn geëindigd.:17-18 Enkele maanden later kreeg Presley als verjaardagscadeau zijn eerste gitaar; hij had echter gehoopt iets anders te krijgen. De verslagen zijn het er niet over eens of dit een fiets of een geweer was.:19:101 Gedurende het jaar dat volgde kreeg hij basale gitaarlessen van twee ooms en de nieuwe dominee van de kerk. Zoals Presley het zich herinnerde:
Ik pakte de gitaar en ik observeerde mensen, en zo leerde ik een beetje gitaarspelen. Maar ik zong nooit voor publiek, ik was er erg verlegen over.
Tegen de tijd dat hij in september 1946 een nieuwe school bezocht voor het laatste jaar van de basisschool, werd Presley beschouwd als een eenling. Het volgende jaar bracht hij zijn gitaar elke dag mee naar school. Hij speelde en zong tijdens de lunch en werd vaak gepest als 'een rotjoch dat hillbilly-muziek speelde'. In deze periode woonde het gezin in een merendeels zwarte buurt.:23-26 Presley was idolaat van de show van Mississippi Slim op WELO, de radiozender van Tupelo en werd beschreven als gek van muziek door de jongere broer van Slim, een klasgenoot van Presley die hem vaak meenam naar het radiostation. Slim breidde Presleys gitaarlessen uit door hem akkoordentechnieken te demonstreren.:19-21 Toen zijn protegé 12 jaar was, boekte Slim hem voor twee optredens op de zender. Plankenkoorts overweldigde Presley voor het eerste optreden, maar hij slaagde er de volgende week in het optreden te volbrengen.:95–96

#### Tienerjaren in Memphis (1948–1952)
In november 1948 verhuisde het gezin naar Memphis, Tennessee. Na bijna een jaar op kamers te hebben doorgebracht, kregen ze een appartement met twee slaapkamers toegewezen in het complex van sociale huurwoningen dat bekendstond als Lauderdale Courts.:32-33 Toen hij op L. C. Humes High School zat, haalde Presley in de eighth grade slechts een C voor muziek. Toen zijn muziekleraar hem meedeelde dat hij geen aanleg voor zingen had, deed hij een poging het tegendeel te bewijzen. Hij bracht de volgende dag zijn gitaar mee en zong een recente hit, Keep Them Cold Icy Fingers Off Me. Een klasgenoot herinnerde zich later dat de leraar "het ermee eens was dat Elvis gelijk had toen hij zei dat zij gewoon zijn stijl van zingen niet waardeerde.":36 Gewoonlijk was hij te verlegen voor openlijke uitvoeringen en incidenteel werd hij gepest door klasgenoten die in hem een moederskindje zagen.:17-18 In 1950 begon hij geregelde gitaarlessen te nemen van Jesse Lee Denson, een tweeënhalf jaar oudere buurman. Zij en drie andere jongens, onder wie twee toekomstige rockabilly-pioniers, de broers Dorsey en Johnny Burnette, vormden een los muzikaal collectief dat geregeld speelde in de omgeving van de Courts.:40-41 Die september begon hij als bioscoopjongen bij het Loew's State Theater.:20 Andere banen volgden, waaronder bij Precision Tool, nogmaals bij Loew en bij MARL Metal Products.:43, 44, 49

### Muzikale invloed (1953)
Gedurende zijn eerste jaar begon hij zich van zijn klasgenoten te onderscheiden, doordat hij zijn bakkebaarden liet groeien en zijn haar met gel en haarolie in model bracht. De beroemde blues-gitarist B.B. King herinnerde zich dat hij Presley kende, voordat hij populair was en ze beiden vaak naar Beale Street kwamen, het centrum van de bloeiende bluesscene van Memphis. Presley keek toen waarschijnlijk al verlangend naar de opzichtige, blitse kleding in de etalages van Lansky Brothers, die hij tegen zijn eindjaar zelf ging dragen.:44, 46 , 51 Toen hij zijn reserves aangaande optredens buiten de Lauderdale Courts had overwonnen, deed hij in april 1953 mee aan de jaarlijkse Minstrel-show van Humes. Zichzelf begeleidend op gitaar opende hij met Till I Waltz Again with You, toen een recente hit van Teresa Brewer. Later herinnerde Presley zich dat het optreden zijn reputatie op school sterk verbeterde:
Ik was niet populair op school [...] Ik zakte voor muziek, het enige vak waarvoor ik ooit zakte. En toen schreven ze me in voor de talentenshow [...] toen ik het podium opliep hoorde ik rumoer en gefluister, want niemand wist dat ik zong. Het was verbazend hoe populair ik daarna was.

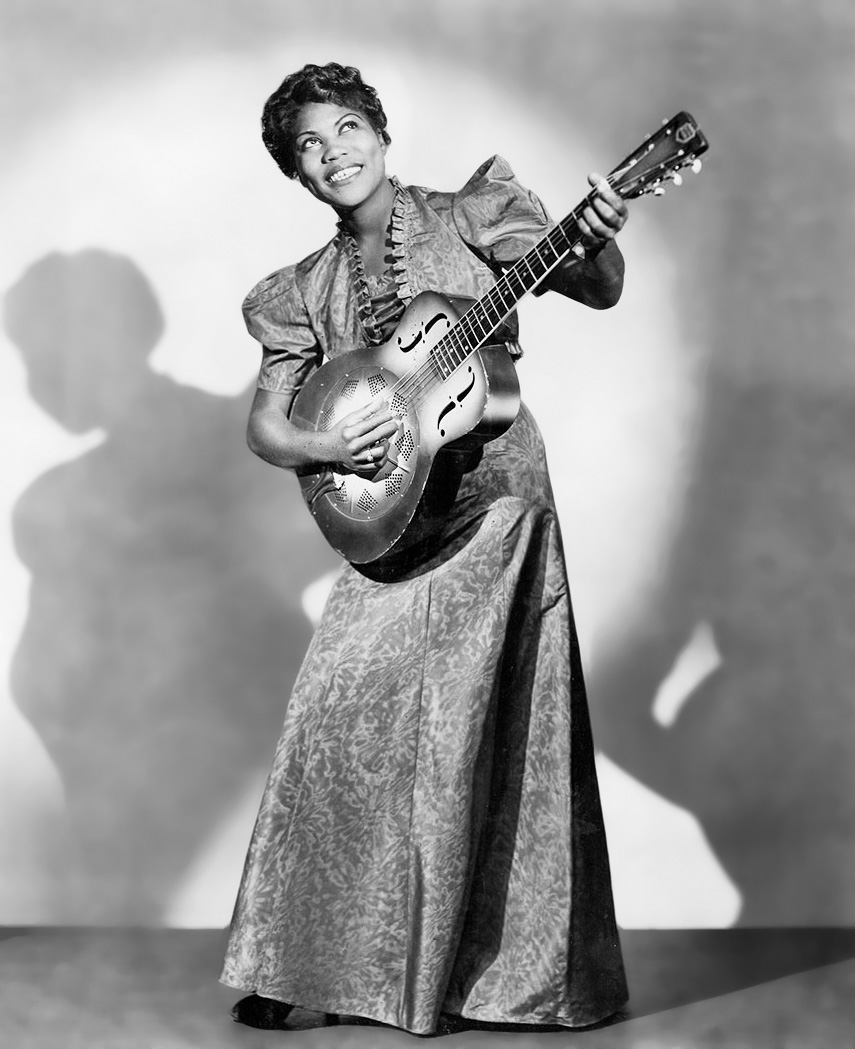
Sister Rosetta Tharpe

Presley kreeg nooit formele muzieklessen en leerde ook nooit noten lezen, maar studeerde en speelde op het gehoor. Ook kwam hij vaak in winkels met jukeboxen en luisterhokjes. Hij kende alle nummers van Hank Snow:171 en was een liefhebber van andere countryzangers zoals Roy Acuff, Ernest Tubb, Ted Daffan, Jimmie Rodgers, Jimmie Davis en Bob Wills.:3 De gospelzanger Jake Hess, een van zijn favoriete artiesten, had een aanzienlijke invloed op zijn ballade-zangstijl.:46-48, 358 Hij zat regelmatig in het publiek bij de maandelijkse All-Night Singings in het centrum, waar veel van de optredende blanke gospelgroepen de invloed van de zwarte spirituals weerspiegelden.:47-48, 77-78 Hij aanbad de muziek van de zwarte gospelzangeres en gitariste Sister Rosetta Tharpe die met een elektrische Gibson gitaar speelde en door haar bijzondere ritmische aanslag en swingende arrangementen achteraf wel Godmother of Rock and Roll wordt genoemd.:3 Net als sommige van zijn leeftijdgenoten, bezocht hij wellicht bluesplaatsen – noodzakelijkerwijs in het gesegregeerde zuiden van Amerika alleen op de avonden die uitsluitend bedoeld waren voor een blank publiek.:51 Hij luisterde zeker naar de regionale radiostations, zoals WDIA-AM, die race records draaiden: spirituals, blues en de moderne, backbeat-zware sound van de rhythm-and-blues.:38-40 Veel van zijn toekomstige plaatopnamen werden geïnspireerd door lokale zwarte muzikanten als Arthur Crudup en Rufus Thomas.:205 Tegen de tijd dat hij eindexamen deed in juni 1953, had Presley al besloten dat zijn toekomst in de muziek lag.:54:8

### Eerste opnamen (1953–1955)

#### Sam Phillips en Sun Records

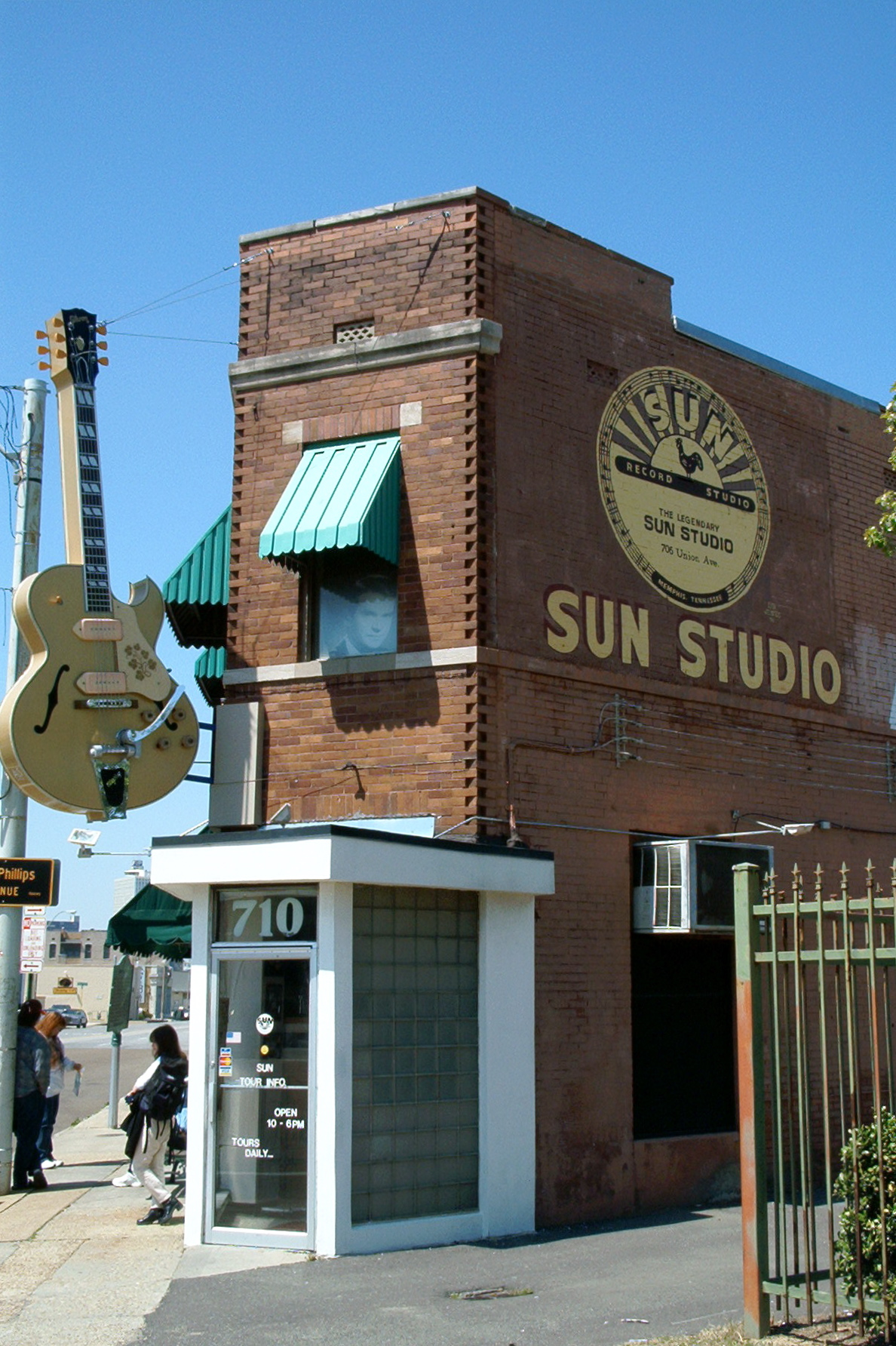
Sun Studio

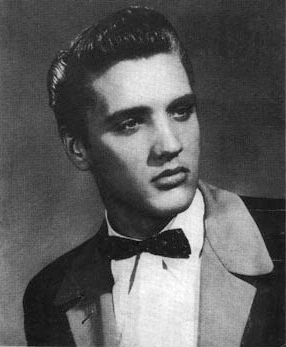
Presley op een promotiefoto van Sun Records uit 1954

In 1947 had Ampex het Model 200 op de markt gebracht, de eerste taperecorder in de Verenigde Staten. Tape maakte opnemen aanmerkelijk goedkoper en stimuleerde de opkomst van kleinere labels die een niche opzochten die de grote labels lieten liggen. Zo zette Sam Phillips in 1950 Memphis Recording Service op, waarmee hij zich aanvankelijk richtte op alles tot aan trouwpartijen toe. De studio bood eenieder aan om voor vier dollar twee liedjes te komen opnemen en op een enkele vinylsingle te persen: We Record Anything, Anywhere, Anytime. Al snel richtte hij zich meer op blues en in 1951 nam hij Rocket 88 op van Jackie Brenston met de band van Ike Turner, wat wel beschouwd wordt als het eerste rock-'n-roll-nummer. In 1952 richtte Phillips Sun Records op om zo zelf platen uit te kunnen brengen. De Memphis Recording Service zou later Sun Studio worden.
Op zaterdag 18 juli 1953 liep Presley het kantoor van Memphis Recording Service binnen met de bedoeling wat minuten studiotijd te kopen om een tweezijdige lakplaat op te nemen. De twee ballads, My Happiness en That's When Your Heartaches Begin, werden opgenomen door Marion Keisker, assistent van Phillips.
Later zou Presley beweren dat het doel was zijn moeder een eigen opname cadeau te doen, of dat hij alleen wilde weten hoe hij klonk, hoewel er een veel goedkopere amateur opnamestudio in de buurt was. Biograaf Peter Guralnick meent dat Presley Sun uitkoos in de hoop ontdekt te worden. Toen Keisker vroeg wat voor soort zanger hij was, antwoordde Presley: Ik zing alle genres. Toen ze aandrong te zeggen als wie hij klonk, antwoordde hij herhaaldelijk, Ik klink als niemand. Keisker noteerde zijn naam met daarbij het commentaar: Goede balladzanger. Vasthouden. Volgens Keisker: Ik herinner me dat Sam steeds maar weer zei: 'Als ik een blanke man kon vinden met het geluid en gevoel van een zwarte, word ik miljardair.' Omdat zij dit hoorde bij Presley, liet zij de tape die ze mee had laten lopen horen aan Phillips. Die toonde enige interesse, maar gaf dit geen navolging.
In januari 1954 nam Presley een tweede lakplaat op bij Memphis Recording Service, met de ballads I'll Never Stand In Your Way en It Wouldn't Be the Same Without You, nu bij Phillips, maar opnieuw gebeurde er niets.:65 Niet lang daarna zakte hij voor een auditie voor het plaatselijke zangkwartet Songfellows. Aan zijn vader gaf hij als verklaring: Ze zeiden dat ik niet kon zingen. Later beweerde Jim Hamill, een van de Songfellows, dat hij was afgewezen, omdat hij geen gevoel voor harmonie toonde. In april begon Presley als vrachtwagenchauffeur voor de Crown Electric Company.:80 Na enkele plaatselijke optredens met hem te hebben gedaan, stelde vriend Ronnie Smith Presley voor om Eddie Bond te benaderen, de leider van Smiths professionele band, die een vacature voor een vocalist had. Bond wees hem na een try-out af en adviseerde Presley om het bij vrachtwagens te houden, .... want als zanger zul je het nooit maken.
Intussen was Phillips aan het uitkijken naar iemand met de sound van de zwarte muzikanten op wie Sun zich concentreerde om zo een breder publiek te bereiken. In juni bemachtigde hij een demo van de ballad Without You, ingezongen door een onbekende zwarte zanger en dacht dat het bij de tienerzanger zou kunnen passen. Presley kwam naar de studio, maar was niet in staat het lied recht te doen. Desondanks vroeg Phillips Presley zoveel nummers te zingen als hij maar kende. Wat hij hoorde, raakte hem voldoende om twee plaatselijke muzikanten, gitarist Winfield "Scotty" Moore en bassist Bill Black, uit te nodigen om samen met Presley iets voor te bereiden voor een opnamesessie.:10-11
De sessie, gehouden op de avond van 5 juli 1954, bleek geheel vruchteloos tot laat op de avond. Toen ze op het punt stonden het op te geven en naar huis te gaan, nam Presley zijn gitaar en brak uit in een blues uit 1946: Arthur Crudups That's All Right. Moore vertelde later zich te herinneren dat Presley uit het niets dit nummer begon te doen, waarna Sam Philips zijn hoofd om de deur stak, vroeg wat ze aan het doen waren en hen vervolgens aanspoorde een goed begin te vinden en het nog eens te proberen. Phillips begon snel de bandopname, want dit was het geluid waar hij steeds naar had gezocht.
Drie dagen later draaide de in Memphis populaire dj Dewey Phillips That's All Right in zijn show Red, Hot and Blue.:43 Luisteraars begonnen te bellen om te vragen wie die zanger was. De respons was dusdanig dat Phillips de plaat nog een paar keer draaide in de laatste twee uur van zijn programma. Zelf was Presley te zenuwachtig om naar de radio te luisteren en was naar een plaatselijke bioscoop gegaan. Uiteindelijk wist men hem te bereiken, waarop hij naar het radiostation kwam. Daar gaf hij te kennen nog nooit geïnterviewd te zijn. Dewey Phillips stelde hem gerust door te stellen dat zolang hij maar niets schunnigs zou zeggen, alles prima was. Presley wist niet dat hij al die tijd al in de uitzending was. Toen hij Presley tijdens de uitzending interviewde, vroeg Phillips hem op welke middelbare school hij zat, om zodoende zijn etniciteit op te helderen voor de vele bellers die dachten dat de zanger zwart was.:100-101 Gedurende de dagen daarop kwam het trio weer in de studio samen voor een nieuwe en eveneens lange, vruchteloze sessie. In tegenstelling tot de vorige sessie was het nu Bill die in een pauze uit het niets uitbrak, ditmaal in een wilde versie van Blue Moon of Kentucky, een bluegrassnummer van Bill Monroe. De rest viel in en het resultaat was wederom een opname in een eigen stijl, met gebruikmaking van een geïmproviseerd echo-effect, door Sam Phillips slapback genoemd. Een single werd geperst met That's All Right op de A-kant en Blue Moon of Kentucky als B-kant.:102-104

#### Eerste liveoptredens en contract met RCA (1955–1956)
Het eerste optreden van het trio vond plaats op 17 juli in de Bon Air club, met Presley nog steeds op zijn kindergitaartje.:105, 139 Aan het einde van de maand traden ze op in Overton Park Shell, met Slim Whitman als hoofdact. De combinatie van een sterke respons op ritme en zenuwen om voor een groot publiek te verschijnen, maakte dat Presley tijdens het optreden met zijn benen schudde, waarbij zijn ruimgesneden broek zijn bewegingen zodanig accentueerden dat jongedames in het publiek begonnen te gillen.:106, 108-111 Moore herinnerde zich: Tijdens de solo's liep hij van de microfoon weg, achteruit en speelde en schudde en de menigte werd gewoon gek. Black, zelf een geboren showman, draaide en bereed zijn bas, terwijl hij noten speelde die Presley zich later zou herinneren als echt een wilde sound, iets als een jungle drum of zo.
Het duurde niet lang voordat Moore en Black hun oude band opzegden om op geregelde basis met Presley op te treden en dj en promotor Bob Neal werd de manager van het trio. Van augustus tot oktober speelden ze vaak in de nachtclub Eagle's Nest en keerden terug naar de Sun Studio voor meer opnamesessies.:117-127 Presley werd snel zelfverzekerder op het podium, aldus Moore: Zijn bewegingen waren een natuurlijke uiting, maar hij was zich er zeer bewust van waarmee hij een reactie teweegbracht. Hij deed een actie een keer en daarna ontwikkelde hij die snel. Op 2 oktober deed Presley zijn enige optreden in Nashvilles Grand Ole Opry; na een beleefde publieksreactie zei Opry-manager Jim Denny tegen Phillips dat zijn zanger niet slecht was, maar niet in het programma paste. Twee weken later was Presley geboekt voor de Louisiana Hayride, de belangrijkste en meer avontuurlijke concurrent van de Opry. De show in Shreveport werd uitgezonden op 198 radiozenders in 28 staten. Tijdens de eerste set, waarop het publiek ingetogen reageerde, had Presley opnieuw last van zenuwen. Een meer beheerste en energieke tweede set kreeg een enthousiast onthaal.:127-128, 135-142 De vaste drummer van de show, D.J. Fontana, bracht als nieuw element het aanvullen van Presleys bewegingen met drumaccenten die hij had opgedaan bij het spelen in stripclubs.:61, 176 Spoedig na de show legde de Hayride Presley vast om een jaar lang zaterdagavond op te treden. Hij ruilde zijn gitaar in voor 8 dollar en kocht voor 175 dollar een Martin. Het trio begon in nieuwe plaatsen op te treden, waaronder Houston en Texarkana.:152, 156, 182
Tegen de eerste maanden van 1955 hadden Presleys reguliere Hayride-optredens, het constante toeren en de goed ontvangen platen een ster van hem gemaakt van Tennessee tot West-Texas. In januari sloot Neal een managementcontract met Presley af en bracht de zanger onder de aandacht van Colonel Tom Parker, die hij de beste promotor in de muziekindustrie vond. Parker, die eerder de succesvolle manager van de grote countryster Eddy Arnold was, werkte op dat moment met de nieuwe belangrijkste countryzanger, Hank Snow. Parker boekte Presley op Snows tournee van februari.:144, 159, 167-168:6-12 Toen de tour in Odessa, Texas, was beland zag een 19-jarige Roy Orbison Presley voor het eerst: Zijn energie was ongelofelijk, zijn instinct gewoon verbijsterend. [...] Ik wist gewoon niet wat ik ervan moest denken, want er was geen referentiepunt in de cultuur om het mee te vergelijken. Presley maakte zijn televisiedebuut op 3 maart in de KSLA-TV-uitzending van de Louisiana Hayride. Kort daarop werd hij afgewezen na een auditie voor Arthur Godfrey's Talent Scouts van CBS-televisie. Tegen augustus had Sun tien plaatkanten uitgebracht van Elvis Presley, Scotty and Bill; op de meest recente opnames werd het trio aangevuld met een drummer. Een aantal van deze nummers, zoals That's All Right, behoorde tot wat een journalist uit Memphis beschreef als het r&b-idioom van negerjazz; andere, zoals Blue Moon of Kentucky, behoorden meer tot de countrystijl, maar beide types lieten een curieuze versmelting van beide muziekstijlen horen. Dit samengaan van genres bemoeilijkte het vinden van radiozendtijd voor Presleys muziek. Volgens Neal wilden veel diskjockeys in de countrymuziek het niet draaien, omdat hij te veel klonk als een zwarte artiest en geen van de rhythm-and-blues-stations wilde er wat mee te maken hebben, omdat hij te veel klonk als een hillbilly. De versmelting werd bekend als rockabilly. Destijds werd Presley op affiches afwisselend aangekondigd als "The King of Western Bop", "The Hillbilly Cat" en "The Memphis Flash".:53
Toen Presley in augustus 1955 Neals managementcontract verlengde, stelde hij tegelijk Parker aan als zijn speciale adviseur.:45 Gedurende de hele tweede helft van het jaar onderhield de groep een uitvoerig tourschema.:29 Neal herinnerde zich: Het was bijna angstaanjagend, de reactie die Elvis opriep bij de puberjongens. Veel van hen waren zo jaloers dat ze hem haatten. Er waren momenten in sommige steden in Texas dat we zeker van politiebescherming moesten zijn omdat er altijd geprobeerd werd hem klappen te verkopen. Ze vormden een groep en probeerden hem op te wachten. Het trio werd een kwartet toen Fontana, de drummer van de Hayride, toetrad als volledig bandlid. Halverwege oktober deden ze enkele shows als voorprogramma van Bill Haley, wiens Rock Around the Clock het vorige jaar een nummer 1-hit was geweest. Haley merkte op dat Presley een natuurlijk gevoel voor ritme had en adviseerde hem minder ballads te zingen.:217-219
Begin november werd Presley tot meestbelovende mannelijke artiest van het jaar verkozen op de Country Disc Jockey Convention.:31 Verschillende platenmaatschappijen hadden nu belangstelling voor hem getoond. Nadat drie grote platenlabels aanbiedingen tot 25.000 dollar deden, sloten Parker en Phillips op 21 november een overeenkomst met Steve Sholes van RCA Victor om Presleys contract met Sun af te kopen voor een niet eerder vertoond bedrag van 40.000 dollar, 35.000 voor Sam Phillips en 5000 voor Presley aan achterstallige royalty's die hij nog van Sun tegoed had.:28-29 Omdat Presley twintig was en dus nog steeds minderjarig, tekende zijn vader het contract. Parker regelde met de eigenaars van Hill and Range Publishing, Jean en Julian Aberbach, het opzetten van twee constructies, Elvis Presley Music en Gladys Music, die verantwoordelijk waren voor al het nieuwe materiaal dat Presley zou opnemen. Tekstschrijvers werden verplicht om in ruil voor zijn uitvoering van hun materiaal een derde van hun gebruikelijke royalty's op te geven.:36, 54 In december was RCA bezig zijn nieuwe zanger stevig te promoten en had nog voor het einde van de maand veel van zijn opnamen voor Sun opnieuw uitgebracht.:29

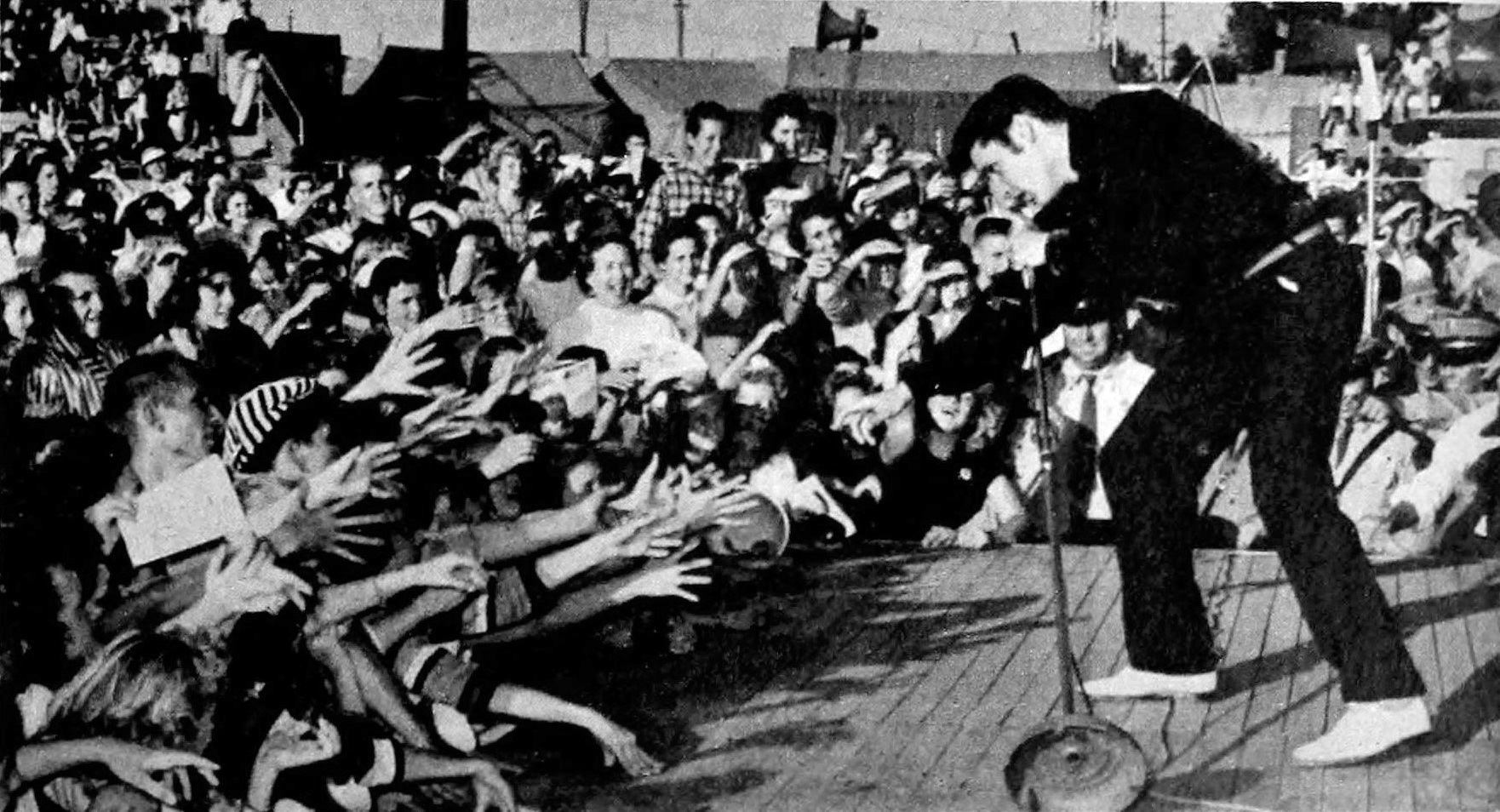
Presley tijdens zijn optreden van 26 september 1956 op de Mississippi-Alabama Fairgrounds in Tupelo, Mississippi

### Commerciële doorbraak en controverse (1956–1958)

#### Eerste nationale tv-optredens en debuutalbum

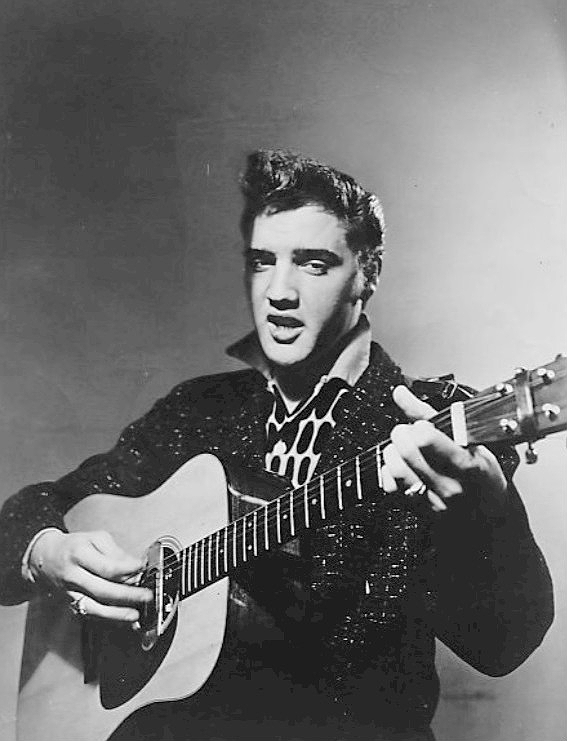
Publiciteitsfoto voor het CBS-programma Stage Show van de Dorsey brothers, 16 januari 1956

Op 10 januari 1956 maakte Presley in Nashville zijn eerste opnamen voor RCA.:30 Om een voller geluid te krijgen, vulde RCA zijn inmiddels gebruikelijke begeleiders Moore, Black en Fontana aan met pianist Floyd Cramer, gitarist Chet Atkins en drie achtergrondzangers, waaronder Gordon Stoker, de eerste tenor van het populaire kwartet The Jordanaires.:235-236 De sessie leverde het sombere en aparte Heartbreak Hotel op, dat op 27 januari als single uitgebracht werd.:30
Parker bracht Presley eindelijk op de nationale televisie door hem voor zes optredens in twee maanden te boeken in de Stage Show van CBS. Het in New York geproduceerde programma werd in wekelijkse afwisseling gepresenteerd door bigband-leiders en broers Tommy en Jimmy Dorsey. Na zijn eerste optreden op 28 januari, waarbij diskjockey Bill Randle hem introduceerde, bleef Presley in de stad om in de RCA-studio in New York op te nemen. Deze sessies leverden acht songs op, waaronder een cover van Carl Perkins' rockabilly-anthem Blue Suede Shoes. In februari bereikte Presleys I Forgot to Remember to Forget, een Sun-opname die aanvankelijk de vorige augustus was uitgebracht, de top van de Billboard-country-hitlijst.:21 Neals contract werd opgezegd en op 2 maart werd Parker Presleys manager.:50, 54, 64 Op 22 februari kwam Heartbreak Hotel Billboard-pop-hitlijst en twaalf weken na de verschijningsdatum werd het de eerste nummer 1-hit van Presley. Van een regionale bekendheid werd Presley een nationale ster. Het nummer zou van grote invloed zijn op onder meer John Lennon, George Harrison en Robert Plant. Keith Richards stelde:
Toen, "Since my baby left me" – het was gewoon het geluid. Het was het laatste zetje. Dat was de eerste rock-'n-roll die ik hoorde. Het was een totaal andere manier om een liedje te spelen, een totaal ander geluid, uitgekleed, geen flauwekul, geen violen en dameskoortjes en kitsch, totaal anders. Het was kaal tot aan de kern waarvan je het gevoel had dat die er wel was, maar dat je die nog niet had gehoord. Ik moet mijn petje afnemen voor Elvis. De stilte is je canvas, dat is je kader, dat is waar je aan werkt; probeer het niet te verzwijgen. Dat is wat "Heartbreak Hotel" met mij heeft gedaan. Het was de eerste keer dat ik zoiets grimmigs hoorde.
RCA Victor bracht op 23 maart Presleys debuutalbum Elvis Presley uit. De vijf niet eerder uitgebrachte Sun-opnamen en zeven recent opgenomen nummers leverden een grote variatie op. Afgezien van twee countrynummers en een springerige popsong, zou de rest het evoluerende geluid van de rock-'n-roll definiëren: Blue Suede Shoes – volgens criticus Robert Hilburn Robert Hilburn in bijna elk opzicht een verbetering van Perkins' versie – en drie r&b-nummers die al enige tijd deel uitmaakten van Presleys podiumrepertoire, covers van Little Richard, Ray Charles en The Drifters. Zoals Hilburn schreef, waren deze de meest onthullende van allemaal. In tegenstelling tot veel blanke artiesten [...] die de ruwe randjes van de originele r&b-versies uit de jaren 1950 gladstreken, gaf Presley er een nieuwe vorm aan. Niet alleen injecteerde hij de nummers met zijn eigen karakteristieke zangstijl, maar hij verving ook in alle drie de gevallen de piano door de gitaar als belangrijkste instrument. Het werd het eerste rock-and-rollalbum dat de top van de Billboard-lijst haalde en hield die positie tien weken vast.:30 Hoewel Presley geen vernieuwende gitarist was als Moore of contemporaine zwarte rockers Bo Diddley en Chuck Berry, houdt cultureel historicus Gilbert B. Rodman vol dat de coverfoto van het album, van Elvis die met een gitaar in zijn handen de tijd van zijn leven op het podium heeft een cruciale rol speelde in het positioneren van de gitaar [...] als het instrument dat het best de stijl en geest van deze nieuwe muziek vatte.

#### Milton Berle ShowenHound Dog(1953–1956)
Op 3 april vond de eerste van twee optredens in Milton Berle Show van NBC plaats. Presleys optreden, op het dek van de USS Hancock in San Diego, veroorzaakte gejuich en gegil uit het publiek van matrozen en hun dates.:262-263 Enkele dagen later beleefden Presley en zijn band een benauwd avontuur toen ze voor een opnamesessie naar Nashville vlogen en een van de motoren het begaf, zodat het vliegtuig bijna neerstortte in Arkansas.:267
Tegen het einde van april begon Presley een residentie van twee weken in het New Frontier Hotel and Casino aan de Las Vegas Strip. De shows werden slecht ontvangen door de conservatieve middelbare hotelgasten – als een kroes maïsalcohol op een champagneparty, schreef een criticus in Newsweek. Tijdens de duur van zijn Vegascontract tekende Presley, die serieuze acteerambities koesterde, een contract voor zeven jaar met Paramount Pictures.:315 Halverwege mei begon hij een tournee door het midwesten waarbij hij vijftien steden aandeed in evenzoveel dagen.:72-73 In Vegas had hij verschillende optredens van Freddie Bell & the Bellboys bijgewoond en was getroffen door hun cover van Hound Dog, in 1953 een hit van blueszangeres Big Mama Thornton geschreven door het songschrijversduo Jerry Leiber & Mike Stoller. Het werd zijn nieuwe slotnummer.:273, 284 Na een show in La Crosse werd een urgente boodschap op briefpapier van het lokale katholieke dagblad naar FBI-directeur J. Edgar Hoover gestuurd. De brief waarschuwde dat:
Presley beslist een gevaar vormt voor de veiligheid van de Verenigde Staten. [...] Zijn handelingen en bewegingen zijn van dien aard dat ze de seksuele passie van de tienerjeugd gaande maken. [...] Na zijn optreden probeerden meer dan duizend tieners door te dringen tot Presleys kamer in het auditorium. [...] Aanwijzingen voor de schade die Presley zojuist in La Crosse aanrichtte waren twee schoolmeisjes [..] op wier buik en dijen Presleys handtekening stond.
De tweede verschijning op de Milton Berle Show was op 5 juni in de NBC-studio in Hollywood, midden in een volgende hectische tournee. Berle overtuigde de zanger ervan zijn gitaar backstage te laten met het advies: Laat jezelf zien, jongen. Tijdens het optreden stopte Presley met een armzwaai abrupt een uptempo-uitvoering van Hound Dog en ging over in een langzame, schokkerig pulserende versie, geaccentueerd met energieke, overdreven lichaamsbewegingen.:52 Presleys roterende bewegingen brachten een storm van controverse teweeg.:49 Dagbladcritici waren woedend: Jack Gould van The New York Times schreef:
''De heer Presley beschikt niet merkbaar over zangcapaciteiten [...] zijn frasering, als het al zo genoemd mag worden, bestaat uit de stereotiepe variaties die normaal gepaard gaan met de aria's die een beginner in bad ten gehore brengt. [...] Zijn enige specialiteit is een prominente lichaamsbeweging [...] die vooral wordt geassocieerd met het repertoire van blonde seksbommen op een burleske catwalk.
Ben Gross van de New York Daily News was van mening dat populaire muziek haar laagste diepten wel had bereikt:
[..] met de 'grom en kruis'-manieren van een zekere Elvis Presley [...] Elvis, die zijn pelvis ronddraait [...] gaf een demonstratie die suggestief en vulgair was, gekleurd met een dierlijkheid die voorbehouden behoort te zijn aan louche nachtclubs en bordelen.
Ed Sullivan, presentator van de populairste amusementsprogramma van de VS, verklaarde het ongeschikt kijkmateriaal voor gezinnen. Presley was er niet blij mee dat hij Elvis the Pelvis genoemd werd, een van de kinderachtigste uitdrukkingen die ik ooit van een volwassene heb gehoord.

#### Steve Allen Showen eerste optreden bij Sullivan (1956–1957)
De Berle-programma's haalden zulke hoge kijkcijfers dat Presley werd geboekt om op 1 juli te verschijnen in NBC's The Steve Allen Show te New York. Allen, zelf geen liefhebber van rock-'n-roll, introduceerde een 'nieuwe Elvis' met een witte vlinderstrik en zwarte jaspanden. Een kleine minuut zong Presley Hound Dog tegen een met hoge hoed en vlinderstrik getooide basset hound. In de woorden van televisiehistoricus Jake Austen, Allen vond Presley talentloos en absurd [...] [hij] zette de zaak zo op dat Presley berouw zou tonen. Zelf schreef Allen later dat hij Presleys vreemde, lange plattelandsjongen-charisma, zijn moeilijk te beschrijven schattigheid en zijn charmante excentriciteit intrigerend vond en de zanger gewoon inpaste in het gebruikelijke komedieweefsel van zijn programma. Vlak voor de laatste repetitie voor het programma zei Presley tegen een verslaggever: Ik houd me in in dit programma. Ik wil voorkomen dat mensen mij niet mogen. Ik denk dat de tv belangrijk is, dus ik doe mee, maar ik kan hier niet dezelfde show geven als op het podium. Presley zou later aan The Steve Allen Show refereren als het belachelijkste optreden uit zijn loopbaan.:73 Later die avond verscheen hij in Hy Gardner Calling, een populair lokaal tv-programma. Op de vraag of hij iets had geleerd van alle kritiek die over hem heen was neergedaald, antwoordde Presley:
Nee, dat heb ik niet, ik heb niet het gevoel dat ik iets verkeerds doe. [...] Ik zie niet in hoe welke muzieksoort dan ook een slechte invloed op mensen zou kunnen hebben, want het is slechts muziek. [...] Ik bedoel, hoe zou rock-'n-roll nou mensen tegen hun ouders kunnen opzetten?
De volgende dag nam Presley Hound Dog op, samen met Any Way You Want Me (That's How I Will Be) en Don't Be Cruel. The Jordanaires werden onder contract genomen, zij werkten eerder samen met de beroemde gospelster Sister Rosetta Tharpe en verzorgden de harmoniezang, net als in The Steve Allen Show; tot ver in de jaren 1960 zouden ze met Presley werken. Enkele dagen daarna gaf de zanger een openluchtconcert in Memphis waar hij verklaarde:
Weten jullie, die mensen in New York kunnen mij niet veranderen. Vanavond zal ik jullie laten zien hoe de echte Elvis is.
In augustus beval een rechter in Jacksonville in Florida Presley om zijn podiumoptreden in te tomen. Het hele volgende optreden hield hij zich voornamelijk bewegingloos, maar bespotte wel het bevel door zijn pink suggestief heen en weer te bewegen.:80-81 De single die Don't Be Cruel paarde aan Hound Dog beheerste elf weken de toppen van de hitlijsten – een mijlpaal die pas 36 jaar later zou worden gepasseerd. De opnamesessies voor het tweede album van Presley vonden in de eerste week van september plaats in Hollywood. Leiber en Stoller, de schrijvers van Hound Dog, droegen de ballad Love Me bij.:60-65
Allen had met Presley in het programma voor het eerst de kijkcijfers van CBS' Ed Sullivan Show verslagen. Ondanks zijn oordeel uit juni, boekte Sullivan de zanger voor drie optredens tegen een niet eerder vertoond bedrag van 50.000 dollar. De eerste was op 9 september 1956 en werd bekeken door ongeveer 60 miljoen kijkers – een record van 82,6 procent van het televisiepubliek. Als vervanger van de van een auto-ongeluk herstellende Sullivan presenteerde acteur Charles Laughton het programma. Die avond verscheen Presley in twee delen vanuit de CBS Television City in Los Angeles. De legende wil dat Presley alleen van boven zijn middel gefilmd werd. Bij het samen met zijn producer bekijken van fragmenten uit de Allen en Berle-programma's had Sullivan verkondigd dat Presley onder het kruis van zijn broek een soort attribuut heeft hangen, zodat je de contouren van zijn jongeheer kon zien als hij zijn benen heen en weer bewoog [...] Volgens mij is het een colaflesje [...] We kunnen dit echt niet hebben op een zondagavond. Dit is een familieprogramma! In het openbaar zei Sullivan tegen TV Guide: Wat zijn roterende bewegingen betreft, dat kan allemaal worden beheerst met camerashots. In werkelijkheid werd Presley in het eerste en tweede programma ten voeten uit getoond. Hoewel het camerawerk tijdens zijn debuut relatief discreet was gehouden, met close-ups die zijn benen uit beeld hielden als hij danste, reageerde het studiopubliek op de gebruikelijke gillende manier.:338 Presleys uitvoering van zijn aanstaande single, de ballad Love Me Tender, resulteerde in een recordbrekende miljoen voorbestellingen.:439 Meer dan enig ander evenement was het deze eerste verschijning in The Ed Sullivan Show die van Presley een nationale beroemdheid van nauwelijks eerder geziene proporties maakte.
Presleys opgang naar roem ging gepaard met een culturele verschuiving die hij zowel mede-inspireerde als symboliseerde. Historicus Marty Jezer:
[Met het ontsteken van] de grootste poprage sinds Glenn Miller en Frank Sinatra [...] bracht Presley rock-'n-roll in de mainstream van de massacultuur. Presley bepaalt het artistieke tempo en andere artiesten volgen. [...] Meer dan wie dan ook gaf Presley jongeren een geloof in zichzelf als een aparte en op een of andere manier verenigde generatie – de eerste in Amerika die de kracht van een integrale jongerencultuur voelde.

#### Uitzinnige menigten en filmdebuut (1956–1958)
De publieksrespons bij Presleys optredens werd steeds verhitter. Moore herinnerde zich: Als hij begon met 'You ain't nothin' but a Hound Dog' gingen ze stuk. Ze reageerden altijd op dezelfde manier. Elke keer was er tumult. Bij de twee concerten die hij in september gaf op de Mississippi-Alabama Fair and Dairy Show, werden om problemen met de menigte te voorkomen 50 man van de National Guard toegevoegd aan de politiebeveiliging.:343 In oktober werd Presleys Elvis getitelde tweede album uitgebracht. Het steeg snel naar nummer 1. Toen rockcriticus Dave Marsh de balans opmaakte van de muzikale en culturele impact van Presleys opnamen vanaf That's All Right tot en met Elvis, schreef hij dat deze platen, meer dan welke dan ook, de kiem bevatten van wat rock & roll was, was geweest en, voor zover te voorzien was, hoogstwaarschijnlijk zou gaan worden.

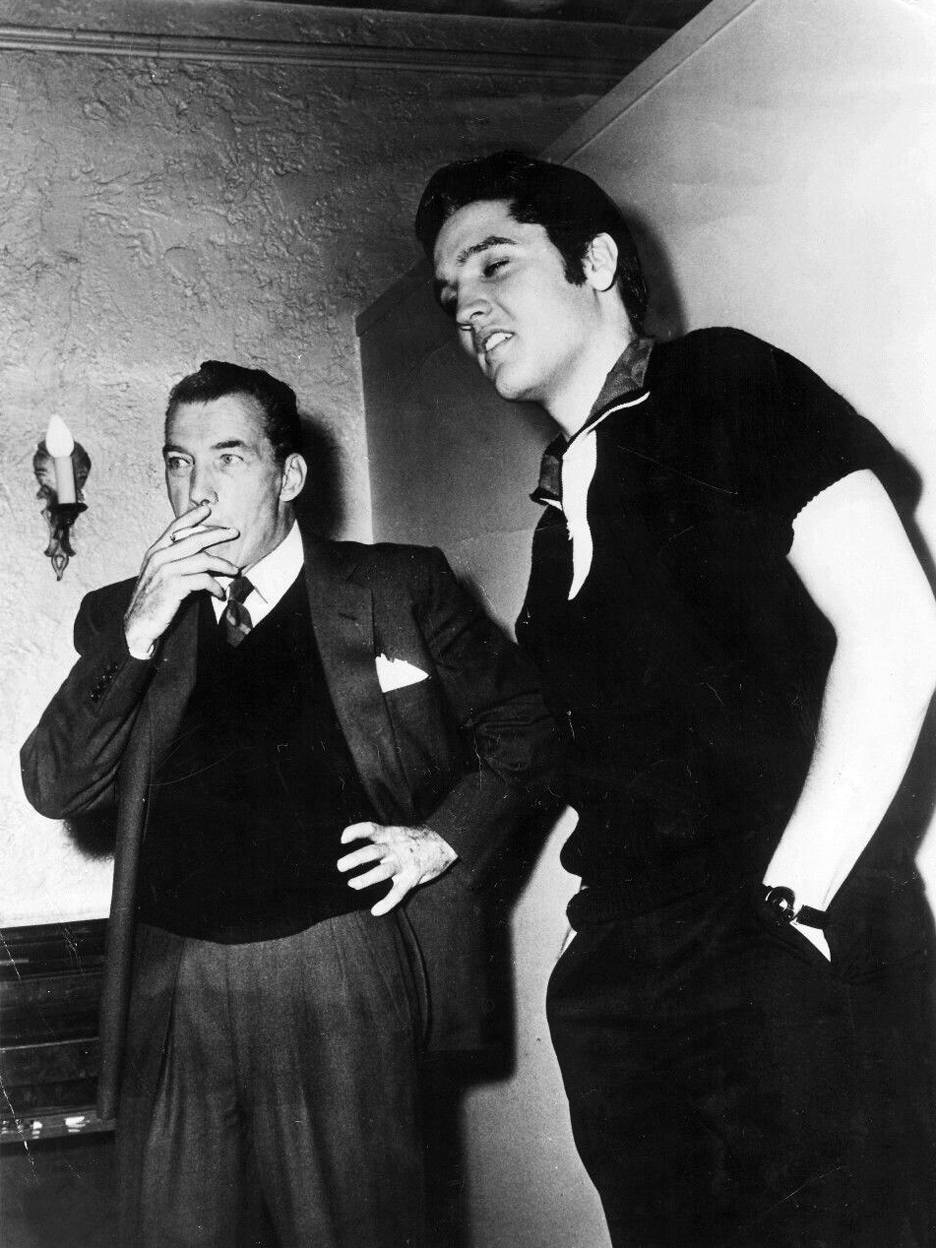
Ed Sullivan en Presley tijdens repetities voor zijn tweede optreden in de Ed Sullivan Show, 26 oktober 1956

Presley keerde op 28 oktober terug naar de Ed Sullivan Show in de hoofdstudio in New York, deze keer gepresenteerd door de naamgever zelf. Na het optreden werden afbeeldingen van Presley door menigten in Nashville en St. Louis ritueel verbrand. Op 21 november ging zijn eerste speelfilm, Love Me Tender, in première. Hoewel hij niet bovenaan het affiche stond, werd de aanvankelijke titel van de film, The Reno Brothers, veranderd om te kapitaliseren op zijn laatste nummer 1-hit: Love Me Tender was eerder die maand bovenaan de hitlijsten gekomen. Om nog meer van Presleys populariteit te profiteren, werden aan de oorspronkelijke strikte acteursrol vier muzieknummers toegevoegd. Hoewel de critici de film kraakten, deed hij het goed bij de bioscoopbezoekers.:315
Op 4 december kwam Presley bij Sun Studio langs, waar Carl Perkins en Jerry Lee Lewis aan het opnemen waren en jamde met hen. Hoewel Phillips niet langer het recht had om materiaal van Presley uit te brengen, zorgde hij ervoor dat de sessie op tape stond. Het resultaat werd legendarisch als het Million Dollar Quartet – lang werd aangenomen dat ook Johnny Cash meespeelde, maar Cash was op Phillips' uitnodiging alleen kort aanwezig voor een fotomoment.:71 Het jaar eindigde met een verhaal op de voorpagina van The Wall Street Journal dat meldde dat de opbrengst van Presley-merchandise 22 miljoen dollar was, bovenop de platenverkoop en Billboard verklaarde dat hij met meer nummers in de top 100 had gestaan dan enig andere artiest sinds het begin van de hitlijst.:37 Tijdens zijn eerste volle kalenderjaar bij RCA, een van de grootste maatschappijen in de muziekindustrie, was Presley verantwoordelijk voor meer dan 50 procent van de singleverkoop van het label.:439

#### Samenwerking met Leiber en Stoller en oproep voor militaire dienst (1957–1960)

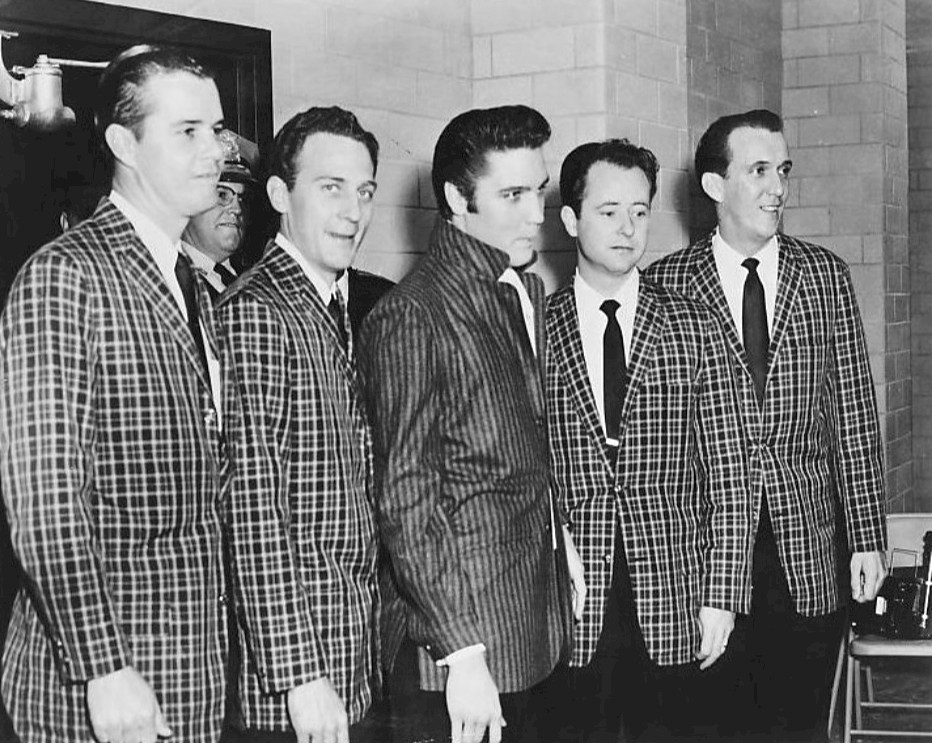
Presley in maart 1957 met zijn achtergrondkwartet The Jordanaires

Op 6 januari 1957 trad Presley voor de derde en laatste maal op in de Ed Sullivan Show – nu inderdaad slechts vanaf zijn middel getoond. Sommige commentatoren beweerden dat Parker een indruk van censuur in scène zette om publiciteit te genereren.:117-118 Hoe dan ook, zoals criticus Greil Marcus zegt, Presley bond niet in. De gewoontjes aandoende kleding die hij voor de eerste twee shows had gedragen achter zich latend, kwam hij het podium op in het extravagante kostuum van een pasja, zo niet een haremmeisje. Van de oogmake-up, het in zijn gezicht vallende haar, de overweldigende seksuele stand van zijn mond speelde hij met alle remmen los Rudolph Valentino in The Sheik. Ter afsluiting liet hij zijn verscheidenheid zien door, in weerwil van Sullivans wensen, de tedere zwarte spiritual Peace in the Valley te zingen. Aan het einde van de show noemde Sullivan Presley een echte fatsoenlijke, fijne knul. Twee dagen later kondigde de indelingsraad van Memphis aan dat Presley zou worden geclassificeerd als 1-A en waarschijnlijk datzelfde jaar zou worden opgeroepen voor de vervulling van zijn militaire dienstplicht.:95

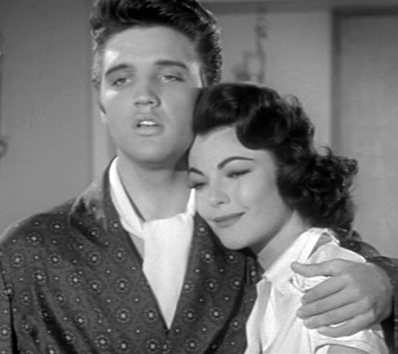
Presley en co-ster Judy Tyler in de trailer van Jailhouse Rock, uitgebracht op 17 oktober 1957

Elk van de drie singles die in de eerste helft van 1957 werden uitgebracht bereikte de eerste plaats: Too Much, All Shook Up en (Let Me Be Your) Teddy Bear. Hij was al een internationale ster en had zelfs fans waar zijn muziek niet officieel werd uitgebracht. Met de kop 'Platen van Presley een rage in de Sovjet-Unie' rapporteerde de The New York Times dat zijn muziek op persingen van afgeschreven röntgenplaten voor hoge prijzen verkocht werden in Leningrad. Tussen film- en plaatopnamen door vond de zanger ook tijd om voor zijn ouders en zichzelf een landhuis met achttien kamers (13 km) ten zuiden van het centrum van Memphis aan te schaffen: Graceland.:395-397 Het album Loving You, de soundtrack van zijn tweede film Loving You, was in juli uitgebracht en werd Presleys derde achtereenvolgende album dat op nummer 1 kwam. De titelsong was geschreven door Leiber en Stoller, die vervolgens werden vastgelegd om vier van de zes songs te leveren die werden opgenomen tijdens de sessies voor Jailhouse Rock, Presleys volgende film. Het songschrijversteam produceerde feitelijk de sessies voor Jailhouse en ontwikkelden een nauwe werkrelatie met Presley, die hen als zijn talisman ging beschouwen. Hij was snel, beschreef Leiber zijn werkervaring met Presley. Elke demo die je hem gaf kende hij binnen tien minuten uit zijn hoofd. Stoller had bewondering voor zijn repertoirekennis:
We waren verrast door de kennis die hij over zwarte muziek had. Wij dachten wel dat hij van die bijzondere stembanden en alles had, maar we beseften niet dat hij zoveel over de blues wist. We waren behoorlijk verrast te merken dat hij er net zoveel over wist als wij. Hij wist zeker veel meer dan wij over countrymuziek en gospel.
Stoller viel ook op dat Presley door zijn manager en entourage werd beschermd en afgezonderd werd gehouden.
Presley ondernam dat jaar drie korte tournees en bleef een uitzinnige publieksrespons krijgen.:399-402, 428-430, 437-440 Een krant in Detroit suggereerde dat het probleem van naar Elvis Presley gaan is dat je kans maakt gedood te worden. Studenten van Villanova bekogelden hem met eieren in Philadelphia,:400 en in Vancouver werd het podium vernield toen na de show opstootjes onder het publiek ontstonden.:430 Frank Sinatra, in de jaren 1940 fameus inspirator van het flauwvallen van tienermeisjes, veroordeelde het nieuwe muziekfenomeen. In een tijdschriftartikel keurde hij rock-'n-roll af als barbaars, lelijk, degeneratief, kwaadaardig [...]:
Het moedigt bij jonge mensen bijna uitsluitend negatieve en destructieve reacties aan. Het ruikt onoprecht en nep. Het wordt vooral gezongen, gespeeld en geschreven door stompzinnige idioten. [...] Dit ranzig ruikende seksueel stimuleringsmiddel betreur ik.
Om een reactie gevraagd, zei Presley:
Ik bewonder de man. Hij heeft het recht te zeggen wat hij wil. Hij is een enorm succes en een knap acteur, maar ik denk dat hij dit niet had moeten zeggen. [...] Dit is net zo goed een trend als waar hij mee te maken had toen hij jaren geleden begon.

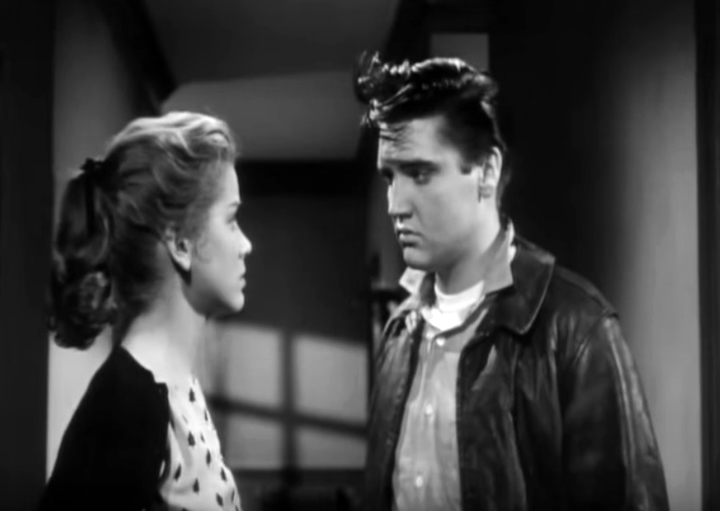
Presley en Dolores Hart in King Creole, 1958

Leiber en Stoller waren opnieuw in de studio voor de opnamen van Elvis' Christmas Album. Tegen het einde van de sessie schreven zij op Presleys verzoek ter plekke een nummer: Santa Claus Is Back In Town, een met toespelingen geladen bluesnummer.:431 De seizoensrelease rekte Presleys keten van nummer 1-albums op naar vier en zou uiteindelijk het bestverkochte kerstalbum aller tijden worden. Moore en Black, die slechts bescheiden weeksalarissen genoten en niet meedeelden in Presleys grote financiële succes, zegden na de sessies op. Hoewel ze enkele weken later werden teruggehaald op een dagelijkse basis, was het duidelijk dat ze al enige tijd geen deel meer hadden uitgemaakt van Presleys kliek.:431-435
Op 20 december ontving Presley zijn oproep voor militaire dienst. Hem werd uitstel verleend voor het afmaken van de komende film King Creole, waarin al 350.000 dollar was geïnvesteerd door Paramount en producer Hal Wallis. Enkele weken in het nieuwe jaar werd Don't, een nieuw nummer van Leiber en Stoller, Presleys tiende nummer 1-hit, slechts 21 maanden nadat Heartbreak Hotel hem voor het eerst naar de top had gebracht. Half januari werden de opnamesessies voor de soundtrack van de King Creole-soundtrack in Hollywood gehouden. Leiber en Stoller leverden drie liedjes, maar het zou de laatste keer zijn dat ze nauw met Presley samenwerkten.:448-449 Een studiosessie op 1 februari markeerde een ander einde: het was de laatste gelegenheid dat Black met Presley werkte. Hij stierf in 1965.

### Militaire dienst en overlijden van moeder (1958–1960)

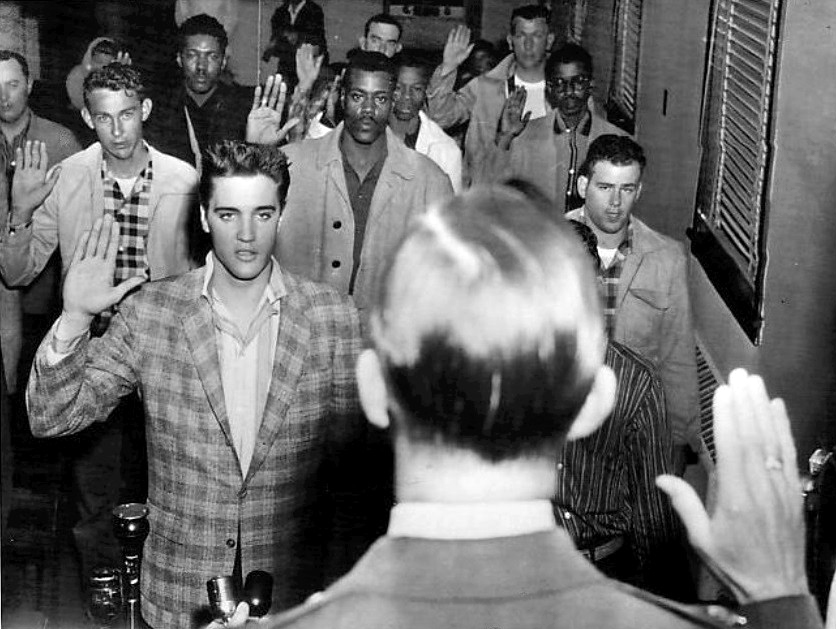
Presley legt de eed af bij het begin van zijn dienstplicht in Fort Chaffee, Arkansas, 24 maart 1958

Op 24 maart werd Presley in de United States Army opgenomen als gewoon soldaat in Fort Chaffee, vlak bij Fort Smith (Arkansas). Zijn aankomst was een grote mediagebeurtenis. Honderden mensen kwamen op Presley af toen hij uit de bus stapte; fotografen vergezelden hem in het fort.:461-474 Presley kondigde aan dat hij uitkeek naar zijn militaire tijd en zei dat hij niet anders dan een ander behandeld wenste te worden: Het leger kan met mij alles doen wat ze willen.
Kort nadat Presley begonnen was met zijn basistraining in Fort Hood, Texas, kreeg hij bezoek van Eddie Fadal, een zakenman die hij tijdens een tour had ontmoet. Volgens Fadal was Presley ervan overtuigd geraakt dat zijn carrière afgelopen was: Daarvan was hij vast overtuigd. Maar toen nam Presley begin juni tijdens een verlof van twee weken vijf nummers op in Nashville. Begin augustus werd bij zijn moeder hepatitis gediagnosticeerd en haar toestand ging snel achteruit. Presley werd een noodverlof toegestaan om haar te bezoeken en hij kwam op 12 augustus in Memphis aan. Twee dagen later overleed ze aan hartfalen, 46 jaar oud. Presley was gebroken::474-480 hun relatie was altijd extreem hecht gebleven – zelfs in zijn volwassenheid gebruikten ze nog babytaal tegen elkaar en Presley sprak haar aan met koosnaampjes.:13
Na zijn training voegde Presley zich op 1 oktober bij de 3rd Armored Division in Friedberg in West-Duitsland.:115 Nadat een sergeant hem op manoeuvre kennis liet maken met amfetamines werd hij praktisch evangelisch over de voordelen daarvan – niet alleen vanwege de energie, maar ook voor de kracht en het gewichtsverlies – en veel van zijn vrienden in de eenheid deden zich er mede aan tegoed. Het leger leerde Presley ook kennismaken met karate, dat hij serieus beoefende en later in zijn optredens inpaste.:47, 49, 55, 60, 73 Medesoldaten hebben getuigd van Presleys wens om ondanks zijn roem gezien te worden als een geschikte, normale soldaat, en van zijn vrijgevigheid. Hij schonk zijn legersalaris aan liefdadigheid, kocht televisietoestellen voor de basis en een extra set legerkleding voor iedereen in zijn eenheid.:160

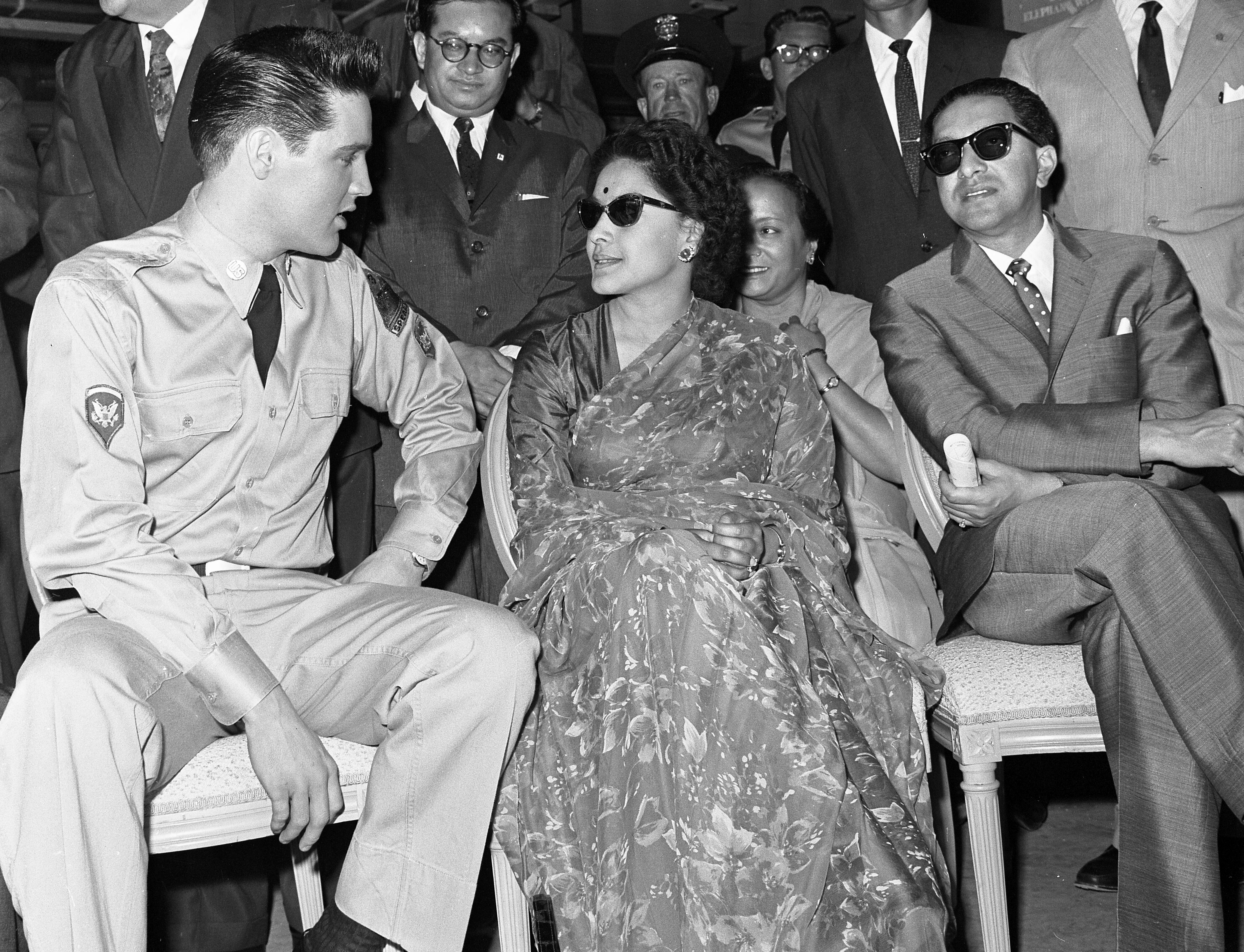
Presley met koning Mahendra en koningin Ratna van Nepal in Los Angeles, 1960

In Friedberg ontmoette Presley de veertien jaar oude Priscilla Beaulieu. Uiteindelijk zouden ze trouwen na een verkering van zeven en een half jaar.:415 In haar autobiografie zegt Priscilla dat ondanks zorgen dat het zijn carrière zou ruïneren, Parker Presley ervan overtuigde dat hij, om respect bij de bevolking af te dwingen, zijn land als een normaal soldaat moest dienen en niet bij de Speciale Dienst, waar hij de gelegenheid zou krijgen om op te treden en in contact met het publiek te blijven. Verslagen in de media echoden Presleys zorgen over zijn loopbaan, maar RCA-producer Steve Sholes en Freddy Bienstock van Hill and Range hadden de overbrugging van zijn hiaat van twee jaar zorgvuldig voorbereid. Gewapend met een aanzienlijke hoeveelheid onuitgebracht materiaal hielden ze een regelmatige stroom van succesvolle muziekuitgaven gaande.:107 Tussen zijn indiensttreding en ontslag had Presley tien top-40-hits, waaronder in 1958 Wear My Ring Around Your Neck, de bestseller Hard Headed Woman en One Night, en in 1959 (Now and Then There's) A Fool Such as I en de nummer 1-hit A Big Hunk o' Love.:501 In deze periode bracht RCA ook vier albums uit met compilaties van oud materiaal, waarvan Elvis' Golden Records uit 1958 het succesvolst was en de derde plaats op de albumlijst haalde.

### Concentratie op films (1960–1967)

#### Elvis Is Back
Op 2 maart 1960 keerde Presley terug naar de VS en kreeg op 5 maart eervol ontslag met de rang van sergeant.:54 De trein die hem van New Jersey naar Tennessee bracht, werd de hele weg bestormd door een menigte en Presley werd verzocht om zich te laten zien op haltes die in het schema waren opgenomen om zijn fans een plezier te doen.:19 Laat op de avond van 20 maart arriveerde hij bij de studio van RCA in Nashville om nummers op te nemen voor een nieuw album en de single Stuck on You, die met spoed werd uitgebracht en snel een nummer 1-hit werd.:57 Twee weken later leverde een andere sessie in Nashville een paar ballads op die tot zijn bestverkopende singles zouden gaan behoren, It's Now or Never en Are You Lonesome Tonight?, en de rest van Elvis Is Back! Het album bevat enkele nummers die Greil Marcus omschreef als verzadigd van Chicago blues: dreiging, gedreven door Presleys eigen supergoed opgenomen akoestische gitaar, briljant spel van Scotty Moore, en demonisch saxofoonwerk van Boots Randolph. Elvis' zang was niet sexy, die was pornografisch. Het album als geheel onthulde de visie van een zanger die alles kon zijn, in de woorden van historicus John Robertson: een flirterig tieneridool met een hart van goud; een verleidelijke, gevaarlijke minnaar; een emotionele blueszanger; een verfijnde nachtclubentertainer; een rauwe rocker.
Op 12 mei keerde Presley terug op de televisie, als gast op The Frank Sinatra Timex Special – ironisch voor beide sterren, gegeven Sinatra's nog vrij recente filering van rock-'n-roll. De show, ook bekend als Welcome Home Elvis, was eind maart opgenomen, de enige keer in dat jaar dat Presley voor een publiek optrad. Parker bedong een som van 125.000 dollar, een ongehoord bedrag voor slechts acht minuten zingen. De uitzending trok een enorm aantal kijkers.:44, 62–63
De eerste film van Presley met regisseur Norman Taurog kwam snel na zijn terugkeer uit, G.I. Blues, met 12 nieuwe songs, waaronder het in Europe populaire Muss i denn zum Städtele hinaus (Wooden Heart). Taurog regisseerde eerder muziekfilms met Bing Crosby, Dean Martin, Mario Lanza, Eddie Fisher en Debbie Reynolds en zou nog acht films met Presley draaien. In oktober was de soundtrack van de film, G.I. Blues, een nummer 1-album.
Zijn eerste lp met religieus materiaal, His Hand in Mine, volgde twee maanden later. Het album bereikte in de VS nummer 13 op de popalbumlijst en in Groot-Brittannië nummer 3, opmerkelijke cijfers voor een gospelalbum. In februari 1961 gaf Presley twee benefietconcerten in Memphis waarmee 24 plaatselijke liefdadigheidsorganisaties gediend waren. Tijdens een lunch die aan het evenement voorafging presenteerde RCA hem met een plakkaat dat een wereldwijde verkoop van meer dan 75 miljoen platen certificeerde.:110, 114 Halverwege maart leverde een twaalf uur durende sessie in Nashville bijna Presleys gehele volgende studioalbum op, Something for Everybody.:148 Zoals John Robertson het omschreef, waren de opnamen exemplarisch voor de Nashville-sound, de beheerste, kosmopolitische stijl die countrymuziek in de jaren 1960 definieerde. Vooruitwijzend naar veel van wat er gedurende het volgende halve decennium van Presley zelf zou komen, is het album grotendeels een plezierige, ongevaarlijke pastiche van de muziek die ooit Elvis' geboorterecht was. Het zou zijn zesde nummer 1-lp worden. Op 25 maart vond in Hawaï opnieuw een benefietconcert plaats, waarmee geld werd ingezameld voor een gedenkteken voor de aanval op Pearl Harbor. Het was Presleys laatste publieke optreden voor de komende zeven jaar.:110, 119

#### Verdwaald in Hollywood (1960–1967)
Parker had Presley in een druk werkschema gemanoeuvreerd om op een formule gebaseerde en van een bescheiden budget voorziene muzikale filmkomedies te maken. Aanvankelijk stond Presley op het najagen van serieuze rollen, maar toen twee films met een wat dramatischer aard – Flaming Star (1960) en Wild in the Country (1961) – minder commercieel succes boekten, legde hij zich bij de formule neer. Ook onder de 27 films die hij in de jaren 1960 maakte waren nog enkele uitzonderingen op de formule.:133 Zijn films werden bijna universeel gekraakt; criticus Andrew Caine serveerde ze af als een tempel van slechte smaak. Niettemin waren ze vrijwel allemaal winstgevend. Hal Wallis, producent van negen van deze films, verklaarde: Een Presley-film is de enige zekerheid die Hollywood kent.
Vijftien van Presleys films uit de jaren 1960 werden vergezeld door soundtrackalbums en nog eens vijf door soundtrack-ep's. De snelle productie- en releaseprogramma's van de films – geregeld speelde hij de hoofdrol in drie films per jaar – beïnvloedden zijn muziek. Volgens Jerry Leiber was de soundtrackformule al duidelijk voordat Presley in het leger ging: drie ballads, een mediumtempo- en een uptempo-lied en nog een break-blues-boogie. Naarmate het decennium vorderde, liep de kwaliteit van de soundtrackliedjes steeds sneller achteruit. Julie Parrish, die speelde in Paradise, Hawaiian Style (1966), zegt dat hij veel van de voor zijn films gekozen nummers haatte. Gordon Stoker van de Jordanaires beschrijft hoe Presley afstand nam van de microfoon in de studio: Het materiaal was zo slecht dat hij het gevoel had dat hij het niet kon zingen. De meeste van de filmalbums bevatten een of twee nummers van gerespecteerde schrijvers zoals het team Doc Pomus en Mort Shuman. Maar volgens biograaf Jerry Hopkins leek het over het algemeen alsof de nummers in opdracht [werden] geschreven door mannen die Elvis noch rock-'n-roll ooit echt begrepen hadden. Er is naar voren gebracht dat Presley de songs ongeacht hun niveau in het algemeen goed en met toewijding zong.:66 Criticus Dave Marsh hoorde echter het tegenovergestelde: Presley probeert niet eens, wat waarschijnlijk de verstandigste benadering is in de confrontatie met materiaal zoals No Room to Rumba in a Sports Car en Rock-a-Hula Baby.

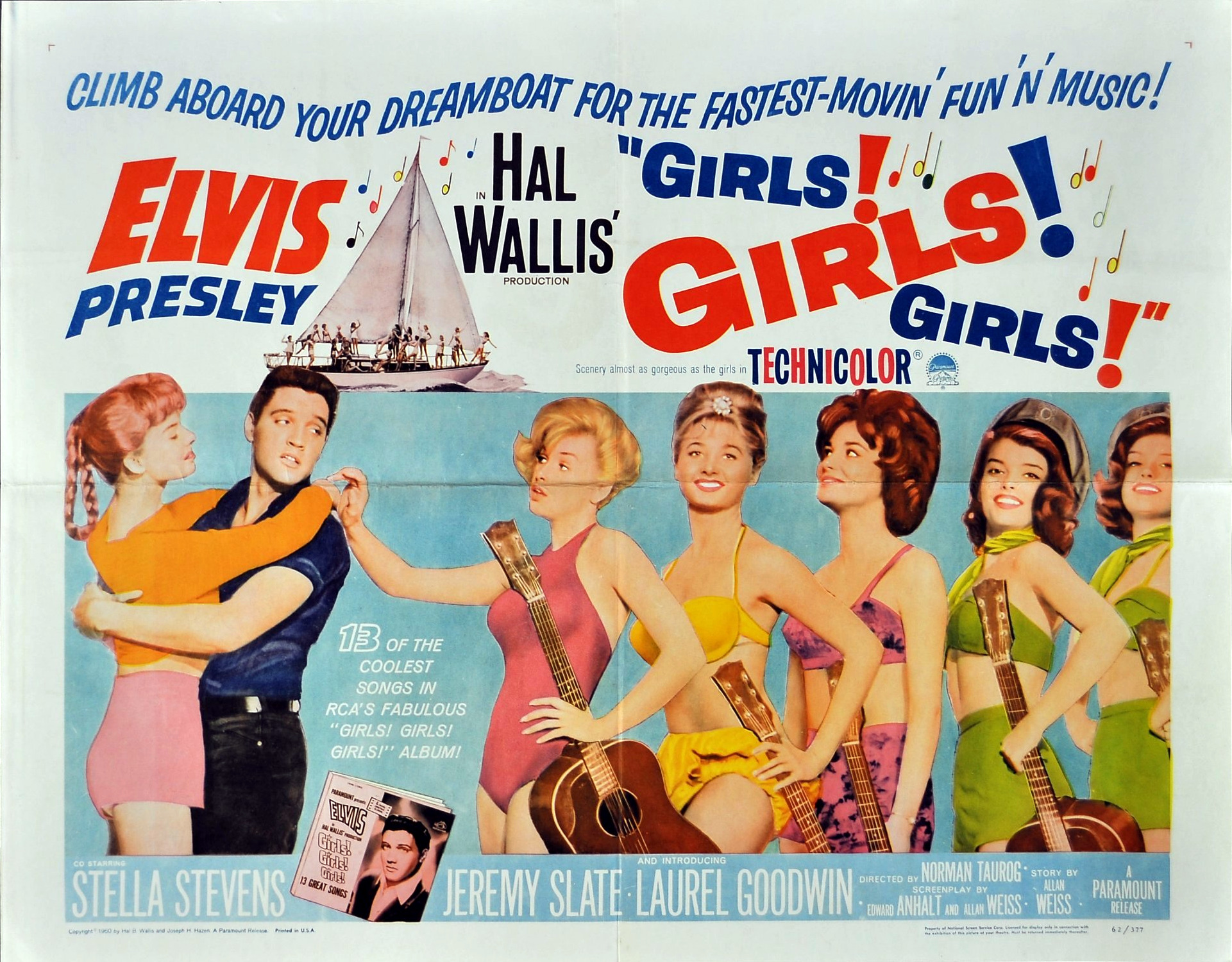
De film Girls! Girls! Girls! uit 1962

In de eerste helft van het decennium bereikten drie van Presleys soundtrackalbums de eerste plaats op de poplijst. Enkele van zijn populairste liedjes waren afkomstig van zijn films, zoals Can't Help Falling in Love (1961) en Return to Sender (1962). Viva Las Vegas, de titeltrack van de film uit 1964, was een kleine hit als B-kantje en werd pas later echt populair. Maar net als de artistieke werd ook de commerciële opbrengst steeds kleiner. Tijdens de periode van vijf jaar van 1964 tot en met 1968 had Presley slechts een top 10-hit: Crying in the Chapel (1965), een gospel die al in 1960 opgenomen was. Wat niet-filmgerelateerde albums betreft, tussen juni 1962, toen Pot Luck werd uitgebracht, en november 1968, toen de soundtrack van de televisiespecial die zijn comeback inluidde verscheen, werd slechts een lp met nieuw materiaal van Presley uitgebracht: het gospelalbum How Great Thou Art (1967). Het leverde hem op de 10e Grammy Awards zijn eerste Grammy Award op, voor Best Sacred Performance. Zoals Marsh beschreef, was Presley waarschijnlijk de grootste blanke gospelzanger van zijn tijd [en] werkelijk de laatste rock-'n-rollartiest die van gospel een even belangrijke hoeksteen van zijn muzikale persoonlijkheid maakte als van zijn seculiere liedjes.
Kort voor kerstmis 1966, meer dan zeven jaar na hun eerste kennismaking, deed Presley Priscilla Beaulieu een huwelijksaanzoek. Ze trouwden op 1 mei 1967, in een korte ceremonie in hun suite in het Aladdin Hotel in Las Vegas.:261-263
De stroom formulefilms en soundtracks van de lopende band hield aan. Pas in oktober 1967, toen de verkoop van het soundtrackalbum Clambake een laagterecord vestigde voor een nieuw album van Presley, erkenden RCA-executives dat er een probleem was. De historici Connie Kirchberg en Marc Hendrickx schreven:
Tegen die tijd was de schade natuurlijk al aangericht. Elvis werd door serieuze muziekliefhebbers als een belachelijke figuur beschouwd en door iedereen behalve zijn meest loyale fans als achterhaald.

### Comeback (1968–1969)

#### Elvis: de'68 Comeback Special

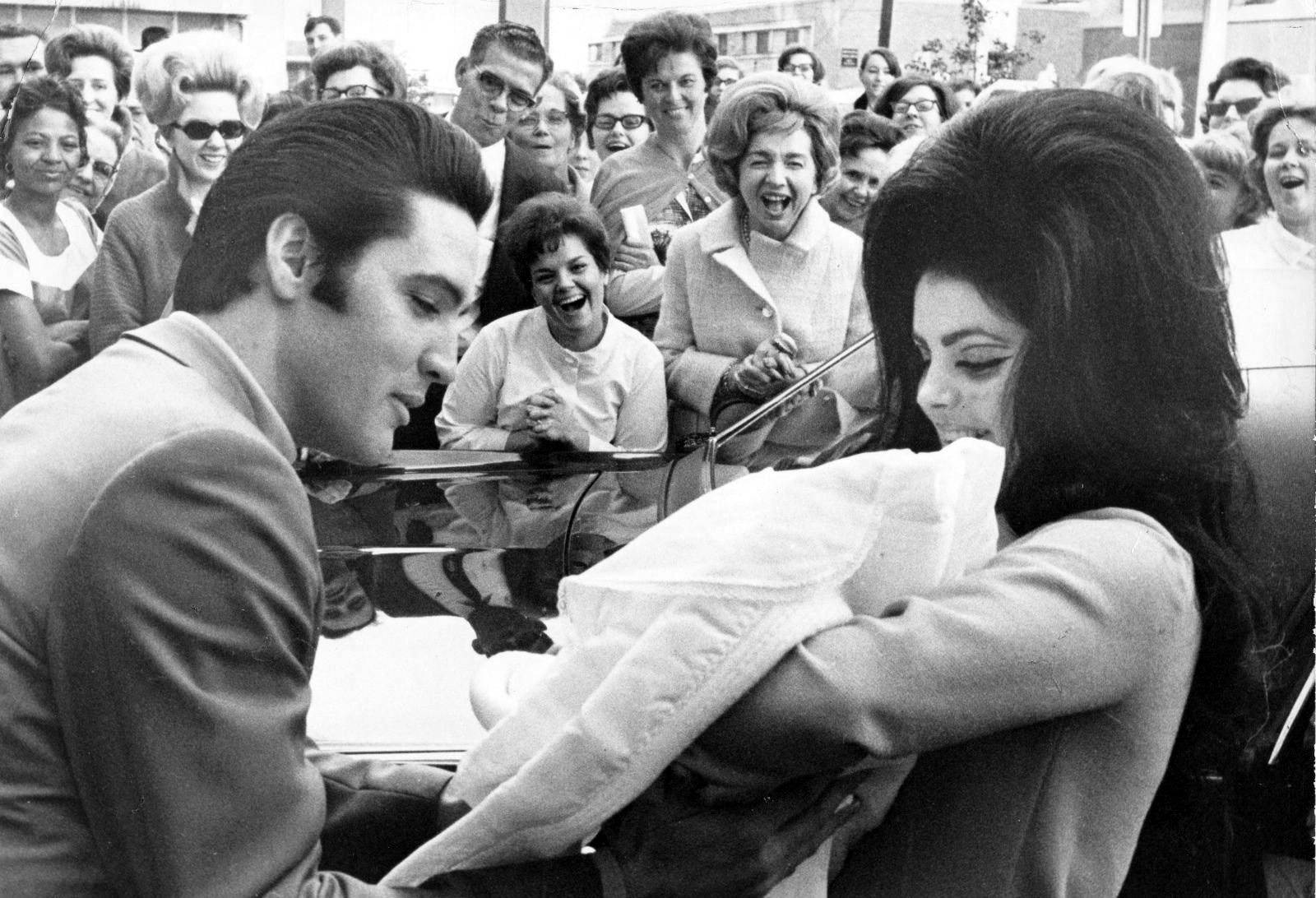
Elvis Presley en Priscilla met de pasgeboren Lisa Marie in februari 1968

Op 1 februari 1968 werd Presleys enige kind geboren, Lisa Marie, in een periode waarin hij diep ongelukkig met zijn loopbaan geworden was.:171 Slechts twee van de acht singles die tussen januari 1967 en mei 1968 waren uitgebracht haalden de top 40, met nummer 28 als hoogste notering.:502-503 Zijn te verschijnen soundtrackalbum Speedway zou stranden op nummer 82 op de hitlijst van Billboard. Parker had zijn plannen al naar de televisie verschoven, waar Presley sinds de Sinatra Timex show uit 1960 niet meer op was verschenen. Hij onderhandelde een overeenkomst met NBC dat het netwerk verplichtte tot de financiering van de uitzending van een kerstspecial.:4
De special, eenvoudig Elvis getiteld, werd laat in juni opgenomen te Burbank in Californië en uitgezonden op 3 december 1968. De show, later bekend geworden als de  '68 Comeback Special, bevatte zowel overvloedig gearrangeerde studioproducties als nummers die met een band voor een klein studiopubliek werden uitgevoerd, Presleys eerste live-optredens sinds 1961. De livesegmenten toonden Presley gekleed in strak zwart leer, zingend en gitaarspelend in een uitgelaten stijl die veel deed denken aan zijn vroege rock-'n-rolldagen. Bill Belew, de ontwerper van deze kledij, had er een napoleonitaanse opstaande kraag aan meegegeven – Presley droeg gewoonlijk hoge kragen, omdat hij geloofde dat zijn hals te lang leek– een ontwerpdetail waarvan hij later een handelsmerk zou maken met de kostuums die Presley in zijn latere jaren op het podium droeg. Regisseur en coproducent Steve Binder had hard gewerkt om de zenuwachtige zanger gerust te stellen en een show te produceren die ver afstond van het uur kerstiedjes die Parker aanvankelijk had gepland.:293, 296 De show werd het best bekeken programma van NBC dat seizoen en boeide 42 procent van het totale kijkerspubliek.:26 Jon Landau van het tijdschrift Eye merkte op: Er is iets magisch aan het zien hoe een man die zichzelf kwijt was de weg naar huis terugvindt. Hij zong met het soort kracht dat mensen niet langer van rock-'n-rollzangers verwachten. Hij bewoog zijn lichaam met een gebrek aan pretentie en een moeiteloosheid die Jim Morrison groen van afgunst moet hebben gemaakt. Dave Marsh noemt het optreden er een van emotionele grandeur en historische resonantie. Een op 29 juni geschoten foto werd een van de bekendste foto's van Presley, nadat een aangepaste versie in juni 1969 op de cover van Rolling Stone verscheen.
In januari 1969 bereikte de speciaal voor de special geschreven single If I Can Dream nummer 12. Het soundtrackalbum kwam in de top tien. Volgens zijn vriend Jerry Schilling herinnerde de special Presley aan hetgeen hij jarenlang niet had kunnen doen, zelf de mensen selecteren, zelf kiezen welke songs en niet opgedragen krijgen wat er op een soundtrack moest staan. [...] Hij was uit de gevangenis. Binder zei over Presleys reactie:
Ik liet Elvis de show van zestig minuten zien en hij zei tegen me in de viewingkamer: 'Steve, dit is het geweldigste dat ik ooit in mijn leven heb gedaan. Ik geef je mijn woord dat ik nooit meer een liedje zal zingen waar ik niet in geloof'.

#### From Elvis In Memphisen het International Hotel (1969–1970)
Aangemoedigd door de ervaring met de Comeback Special nam Presley in januari en februari 1969 enthousiast deel aan een productieve reeks opnamesessies in de American Sound Studio in Memphis. Als eerste resultaat van de sessies verscheen in juni 1969 het geprezen album From Elvis in Memphis. Het was zijn eerste seculiere, non-soundtrackalbum uit de studio sinds acht jaar. Vanaf deze sessies werd soul een centraal element in Presleys fusie van stijlen.:277 Zoals Dave Marsh beschreef, is het een meesterwerk waarin Presley onmiddellijk aansluit bij trends in de popmuziek die aan hem voorbij leken te zijn gegaan tijdens de filmjaren. Met waarachtige overtuiging zingt hij country, soul en rockers, een verbluffende prestatie.
Presley was erop gebrand om weer regelmatig live op te treden. Na het succes van de Comeback Special kwamen er vanuit de hele wereld aanvragen. Het London Palladium bood Parker 28.000 dollar voor een reeks optredens van een week. Hij antwoordde, Dat is prima voor mij, maar hoeveel kun je bieden voor Elvis? In mei kondigde het gloednieuwe International Hotel in Las Vegas, dat opschepte over de grootste evenementenhal in de stad te beschikken, aan dat het Presley had geboekt voor 57 shows in vier weken, te beginnen op 31 juli. Moore, Fontana en de Jordanaires weigerden mee te doen, bang om het lucratieve sessiewerk dat ze in Nashville hadden kwijt te raken. Presley stelde nieuwe, eersteklas begeleiding samen, met gitarist James Burton als leider en onder meer twee gospelgroepen, The Imperials en The Sweet Inspirations.:283 Niettemin was hij zenuwachtig: zijn enige eerdere optredens in Las Vegas in 1956 waren een ongelukkige ervaring geweest. Om zijn benadering van optredens te herzien, bezocht Presley in Las Vegas hotelshowrooms en -lounges en kwam daarbij in de Flamingo in aanraking met Tom Jones, wiens agressieve stijl veel leek op zijn eigen benadering uit de jaren 1950; de twee werden vrienden. Presley, die toen allang karate beoefende, nam Bill Belew in de arm om varianten op de karategi voor hem te ontwerpen; in de vorm van jumpsuits zouden deze uitgroeien tot zijn podiumuniform in zijn latere jaren. Parker, vastbesloten om van Presleys terugkeer het showbusinessevenement van het jaar te maken, hield toezicht over een grote promotionele impuls. Hoteleigenaar Kirk Kerkorian zorgde ervoor dat zijn vliegtuig vanuit New York rockjournalisten invloog voor het eerste optreden.:346-347
Zonder introductie liep Presley het podium op. Het 2200-koppige publiek, waaronder veel beroemdheden, gaf hem nog voor hij een noot gezongen had een staande ovatie en nog een na zijn optreden. Een derde volgde na zijn toegift, Can't Help Falling in Love, het nummer dat het grootste deel van de jaren 1970 zijn afsluitingslied zou worden.:149–150 Toen een journalist hem tijdens de na afloop gehouden persconferentie The King noemde, wees Presley op de aanwezige Fats Domino. Nee, zei Presley, dat is de echte king of rock and roll.
De volgende dag resulteerden Parkers onderhandelingen met het hotel in een vijfjarig contract voor Presley om elke februari en augustus te komen optreden tegen een jaarsalaris van 1 miljoen dollar.:259, 262 Het weekblad Newsweek commentarieerde, Een aantal dingen aan Elvis zijn ongelooflijk, maar het meest ongelooflijke is wel zijn langdurige verblijf aan de top in een wereld waar meteorische loopbanen verbleken als vallende sterren. Rolling Stone noemde Presley bovennatuurlijk, zijn eigen wederopstanding. In november ging Change of Habit in première, Presleys laatste film die geen concertregistratie was. Dezelfde maand verscheen het dubbelalbum From Memphis to Vegas / From Vegas to Memphis; de eerste lp bestond uit live-opnamen uit het International, de tweede uit meer stukken van de American Sound-sessies. Suspicious Minds bereikte de top van de hitlijsten – Presleys eerste nummer 1-hit op de Amerikaanse poplijst in meer dan zeven jaar en ook zijn laatste.
Cassandra Peterson, die later het in Amerika populaire televisiepersonage Elvira gestalte zou geven, ontmoette Presley in deze periode in Las Vegas, waar ze als showgirl werkte. Van hun ontmoeting herinnerde ze zich:
Hij was zo antidrugs toen ik hem ontmoette. Ik vertelde hem dat ik marihuana rookte en hij was gewoon verbijsterd. Hij zei: 'Doe dat nooit meer.'
Presley was niet alleen sterk tegen recreationeel gebruik van drugs, hij dronk ook zelden. Verschillende van zijn familieleden waren alcoholisten, een lot dat hij wenste te vermijden.

#### Weer op tournee en ontmoeting met Nixon (1970–1971)

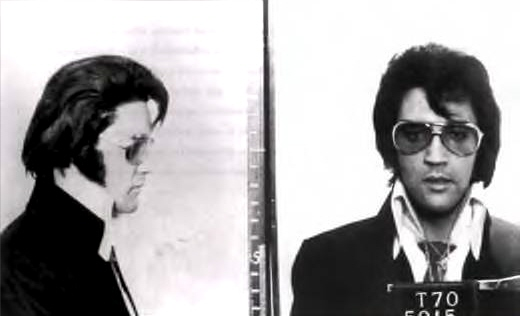
Politiefoto (mug shot) van Presley uit 1970. Het is onduidelijk waarom de foto werd gemaakt en waarom Presley zijn bril mocht ophouden

Begin 1970 keerde Presley naar het International terug voor de eerste van de twee concertreeksen van een maand daar, waarbij hij twee shows per avond gaf. Opnamen van deze shows werden uitgebracht op het album On Stage.:94 Eind februari gaf Presley zes shows in het Houston Astrodome en brak het bezoekersrecord.:95 In april kwam de single The Wonder of You uit – een nummer 1-hit in Groot-Brittannië en in de Amerikaanse adult contemporary-hitlijst. In augustus filmde MGM repetities en concertbeelden in het International voor de documentaire That's the Way It Is. Inmiddels trad Presley op in een jumpsuit die een handelsmerk van zijn liveoptredens zou worden. In die periode werd hij met de dood bedreigd, waarbij 50.000 dollar werd geëist. Al sinds de jaren 1950 was Presley het doelwit van vele bedreigingen geweest, vaak zonder dat hij op de hoogte was.:253 De FBI nam de bedreiging serieus en voor de volgende twee shows werd de beveiliging versterkt. Met een Derringer in zijn rechterlaars en een .45 pistool in zijn ceintuur betrad Presley het podium, maar de concerten verliepen zonder incidenten.:254:96

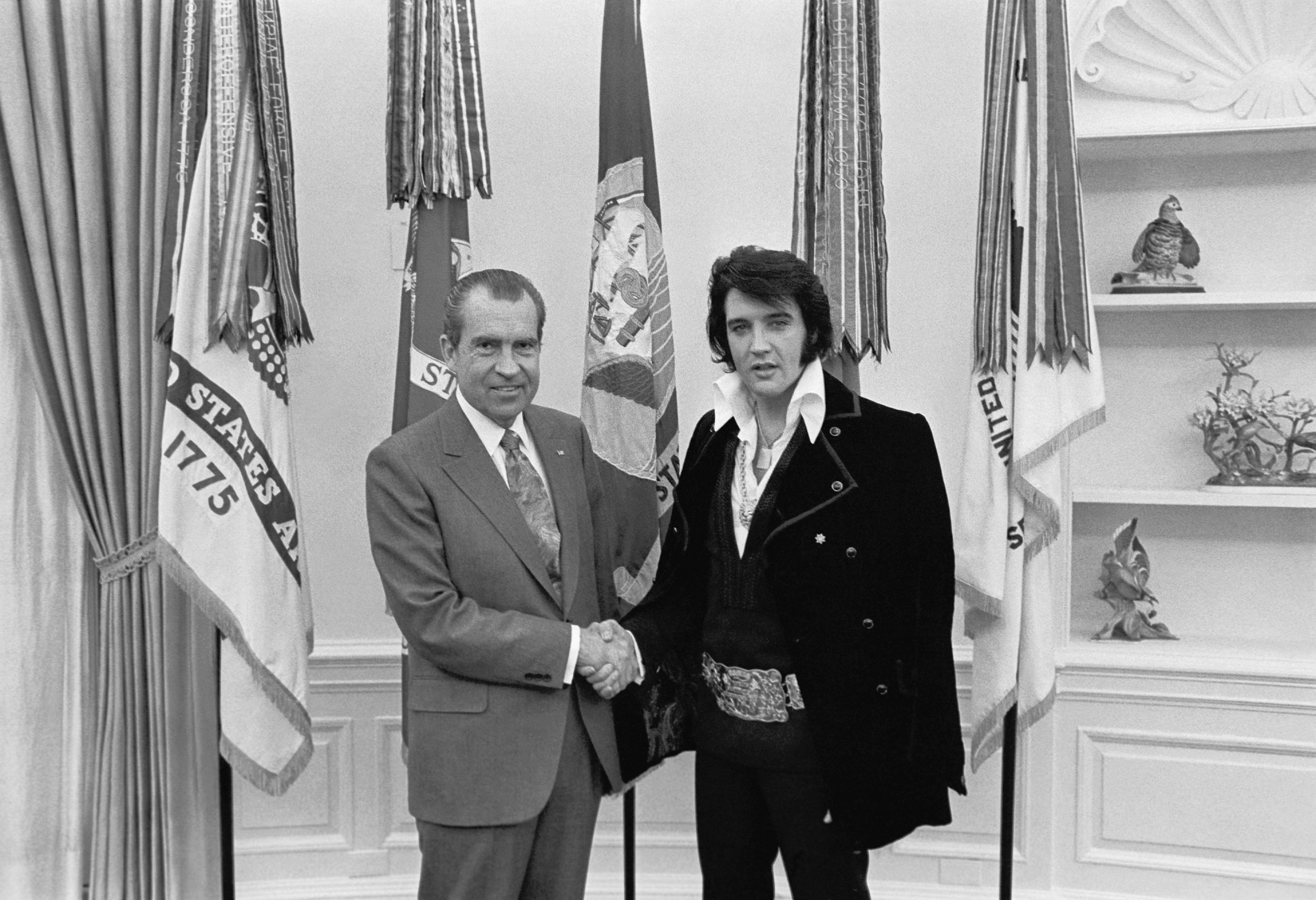
Presley ontmoet de Amerikaanse president Richard Nixon in het Oval Office in het Witte Huis op 21 december 1970

Op 21 december 1970 regelde Presley een ontmoeting met president Richard Nixon in het Witte Huis in Washington D.C., waarbij hij uiting gaf aan zijn patriottisme en zijn minachting voor de hippiecultuur, de groeiende drugscultuur en de tegencultuur in het algemeen. Hij vroeg Nixon om een penning van het Bureau of Narcotics and Dangerous Drugs (BNDD) om bij gelijksoortige objecten te voegen die hij verzamelde en als teken van de officiële erkenning van zijn patriottische daden. Nixon, die de ontmoeting kennelijk ongemakkelijk vond, stelde dat Presley een positieve boodschap naar jonge mensen kon brengen en dat het daarom belangrijk was dat hij zijn geloofwaardigheid behield. Presley vertelde Nixon dat The Beatles, wier liedjes hij in deze tijd regelmatig live uitvoerde, een toonbeeld waren van hetgeen hij zag als een trend van antiamerikanisme en misbruik van drugs in populaire cultuur.:419-422 Vijf jaar daarvoor hadden Presley en zijn vrienden een vier uur durend samenzijn met The Beatles beleefd. Paul McCartney vertelde later dat hij zich enigszins verraden voelde toen hij kennis nam van verslagen van het bezoek aan Nixon en gaf als commentaar: De grote grap was dat wij illegale drugs namen en kijk wat met hem gebeurde, een verwijzing naar Presleys door medicijnmisbruik versnelde dood.
Op 16 januari 1971 huldigde de United States Junior Chamber Presley als een van de jaarlijks gekozen Ten Outstanding Young Americans.:321 Niet lang daarna hernoemde de stad Memphis het gedeelte van Highway 51 South waaraan Graceland ligt tot Elvis Presley Boulevard. Hetzelfde jaar werd Presley de eerste rock-'n-rollzanger aan wie de Lifetime Achievement Award werd toegekend, toen nog bekend als de Bing Crosby Award, door de National Academy of Recording Arts and Sciences, de organisatie van de Grammy Award.:299-300 In 1971 werden drie nieuwe, non-film studioalbums van Presley uitgebracht, net zo veel als er in de acht jaar daarvoor waren verschenen. Door critici werd Elvis Country het meest geprezen.:319 De bestverkopende was Elvis sings The Wonderful World of Christmas, volgens criticus Greil Marcus het meest oprechte statement van allemaal:
Te midden van tien pijnlijk galante kerstliedjes, elke gezongen met ontstellende oprechtheid en nederigheid, kon men Elvis aantreffen die zes vonkende minuten lang rokkenjagend zijn weg baant door een ranzige oude blues van Charles Brown Merry Christmas, Baby. [...] Als [Presleys] zonde zijn gebrek aan leven was, dan bracht zijn zondigheid hem tot leven.

#### Einde van huwelijk enAloha from Hawaii(1972–1973)
In april 1972 filmde MGM Presley nogmaals, dit keer voor Elvis on Tour, die dat jaar de Golden Globe Award for Best Documentary Film won. Zijn gospelalbum He Touched Me dat diezelfde maand uitkwam, zou hem op de 15e Grammy Awards zijn tweede Grammy opleveren, voor Best Inspirational Performance. Een tournee van veertien optredens begon met een niet eerder vertoonde vier aaneengesloten uitverkochte shows in New Yorks Madison Square Garden.:308 Het avondconcert van 10 juli werd opgenomen en een week later als album uitgebracht. As Recorded at Madison Square Garden werd een van Presleys bestverkochte platen. Na de tournee werd de single Burning Love uitgebracht – Presleys laatste top-10-hit op de Amerikaanse pophitlijst. De meest opwindende single die Elvis heeft gemaakt sinds All Shook Up , schreef rockcriticus Robert Christgau. Wie anders zou 'It's coming closer, the flames are now licking my body' kunnen laten klinken als een geheime ontmoeting met James Browns band?

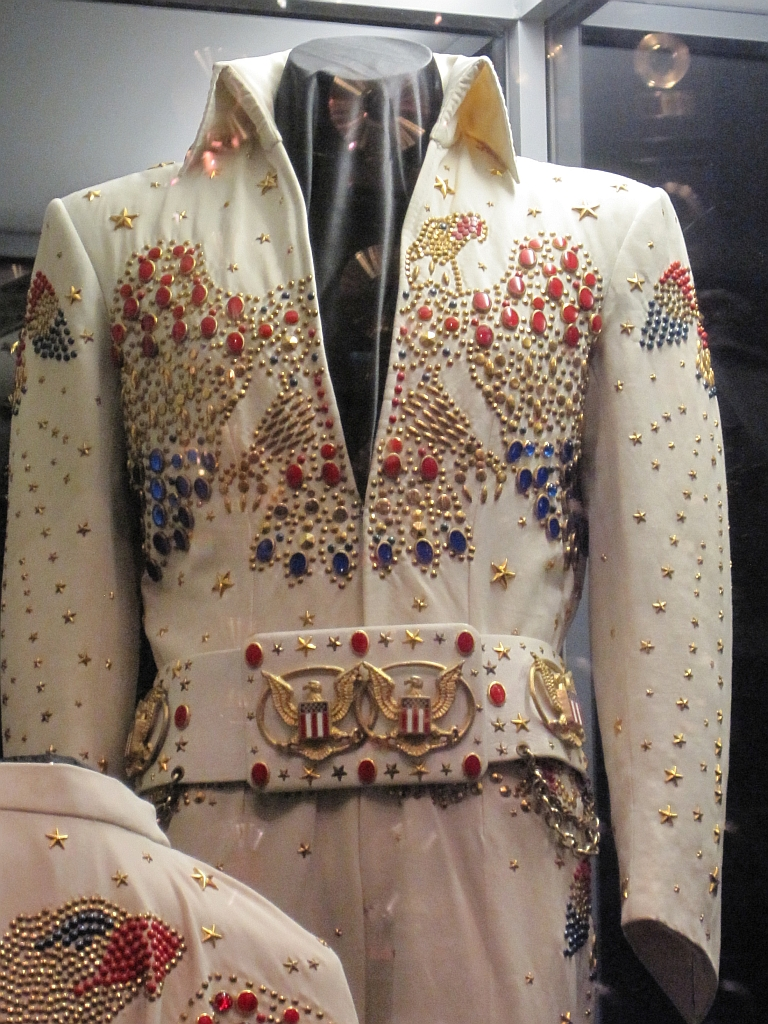
Voor Aloha from Hawaii Via Satellite liet Presley een kostuum ontwerpen dat Amerika moest uitstralen, hier tentoongesteld op Graceland

Intussen was er afstand gegroeid tussen Presley en zijn echtgenote: ze leefden nauwelijks nog met elkaar. In 1971 leidde een verhouding die hij met Joyce Bova had gehad buiten zijn medeweten tot haar zwangerschap en abortus. Vaak bracht hij de mogelijkheid naar voren dat zij in Graceland zou intrekken, zeggende dat hij Priscilla waarschijnlijk zou verlaten.:451, 446, 453 Op 23 februari 1972 gingen de Presleys uit elkaar, nadat Priscilla haar verhouding onthulde met Mike Stone, de karate-instructeur die Presley haar had aanbevolen. Priscilla vertelt dat toen ze het hem zei, Presley haar greep [...] en hardhandig de liefde bedreef met haar, verklarende: Dit is hoe een echte man zijn vrouw bemint. Vijf maanden later trok Presleys nieuwe vriendin Linda Thompson, een songschrijver en voormalige schoonheidskoningin van Memphis, bij hem in.:291 Op 18 augustus vroegen Presley en zijn echtgenote echtscheiding aan.:474 Volgens Joe Moscheo van the Imperials, was de mislukking van Presleys huwelijk een klap die hij nooit meer te boven kwam.
In januari 1973 gaf Presley twee benefietconcerten voor het Kui Lee Cancer Fund in samenhang met een baanbrekende televisiespecial, Aloha from Hawaii, het eerste per satelliet uitgezonden concert van een solo-artiest. De eerste show diende als oefensessie en reserve als technische problemen de live-uitzending twee dagen later zouden verstoren. Volgens schema op 14 januari uitgezonden, bereikte Aloha from Hawaii miljoenen kijkers live en later op tape.:10:364:475 De zanger kwam zelf met het idee voor het beroemde adelaarsmotief als iets dat 'Amerika' zou zeggen tegen de hele wereld. Dit kostuum werd het beroemdste voorbeeld van de overdadig uitgewerkte concertgewaden waarmee zijn latere persona nauw werd geassocieerd. Zoals auteur en biografe Bobbie Ann Mason beschreef: Aan het einde van de show, wanneer hij zijn cape met de Amerikaanse adelaar uitspreid, met de volledig gestrekte vleugels van de adelaar die op de rug zijn aangebracht, wordt hij een godfiguur. In februari werd het begeleidende dubbelalbum Aloha from Hawaii Via Satellite uitgebracht dat nummer een werd en waarvan uiteindelijk alleen al in de VS meer dan vijf miljoen exemplaren verkocht werden. Het zou Presleys laatste Amerikaanse nummer een popalbum tijdens zijn leven zijn.
Dezelfde maand renden vier mannen in een kennelijke aanval naar het podium tijdens een middernachtshow. Veiligheidsmensen zorgden voor Presleys verdediging en in een karatereflex verwijderde de zanger zelf een van de aanvallers van het podium. Na de show werd hij geobsedeerd door de gedachte dat de mannen handelden in opdracht van Mike Stone om hem te doden. Hoewel ze later slechts wat te uitbundige fans bleken te zijn, raasde hij maar door: Er zit te veel pijn in me. [...] Stone [moet] dood. Zijn uitbarstingen gingen gepaard met een dusdanige intensiteit dat een dokter ook met hoge doses kalmeringsmiddelen niet in staat was om hem tot rust te brengen. Na nog twee volle dagen van woedeaanvallen voelde zijn vriend en lijfwacht Red West zich gedwongen om een overeenkomst met een huurmoordenaar te sluiten en was opgelucht toen Presley besloot, Ach, hel, laat nu maar zitten. Misschien is dat wat erg drastisch.

### Gezondheidsproblemen en overlijden (1973–1977)

#### Medische crises en laatste studiosessies
Op 9 oktober 1973 werd Presleys echtscheiding uitgesproken.:329 Tegen die tijd was zijn gezondheid ernstig achteruitgegaan. Tweemaal dat jaar nam hij een overdosis barbituraten en bracht na de eerste keer drie dagen in een coma door in zijn hotelsuite. Eind 1973 werd hij in het ziekenhuis opgenomen, subcomateus door de effecten van een verslaving aan Demerol. Volgens zijn belangrijkste arts, George C. Nichopoulos, meende Presley dat door zijn drugs te betrekken van een arts, hij niet op een lijn gesteld kon worden met een alledaagse junkie die iets op straat scoorde. Sinds zijn comeback had hij elk jaar meer liveshows gegeven en in 1973 was dat opgelopen tot 168 concerten, zijn drukste werkschema ooit.:238 Ondanks zijn falende gezondheid toerde hij in 1974 opnieuw intensief.:481, 487, 499, 504, 519–520
In september verslechterde Presleys toestand snel. Keyboardspeler Tony Brown herinnert zich de aankomst van de zanger bij een concert aan de Universiteit van Maryland: Hij viel op zijn knieën uit de limousine. Mensen stroomden toe om hem te helpen, maar hij duwde ze weg of hij zeggen wilde: 'Help me niet.' Hij liep het podium op en hield zich de eerste dertig minuten aan de microfoonstandaard vast alsof het een paal was. Iedereen kijkt elkaar aan van: Gaat de tournee wel door? Gitarist John Wilkinson herinnerde zich:
Hij was een en al pens. Hij sprak slepend traag. Hij was zo doorgedraaid [...] Het was duidelijk dat hij aan de drugs was. Het was duidelijk dat er iets heel erg mis was met zijn lichaam. Het was zo erg dat de songteksten nauwelijks te verstaan waren. [...] Ik herinner me dat ik ervan moest huilen. Hij kwam nauwelijks door het introduceren van de bandleden heen.
Wilkinson vertelde over enkele avonden daarna in Detroit:
Ik observeerde hem in zijn kleedkamer, waar hij gewoon over de stoel hing, niet in staat om te bewegen. Vaak dacht ik, 'Chef, waarom zeg je deze tournee niet af en neem een jaar vrij [...]? Ik opperde zoiets voorzichtig op een geschikt moment. Hij klopte me op de rug en zei, 'Dat komt wel goed. Maak je maar geen zorgen.'
Presley bleef voor uitverkochte zalen optreden. Zoals cultuurcriticus Marjorie Garber beschrijft, werd hij nu algemeen beschouwd als een wansmakelijk opgesmukte popcrooner:
In feite was hij Liberace geworden. Zelfs zijn fans waren nu middelbare matrones en grootmoeders met blauw haar.
Op 13 juli 1976 ontsloeg Vernon Presley – die diep betrokken was geraakt bij de financiën van zijn zoon – de Memphis Mafia-lijfwachten Red West – vriend van Presley vanaf de jaren 1950 – Sonny West en David Hebler en gaf als reden op de noodzaak om onkosten te verminderen.:601–604:139 Presley was op dat moment in Palm Springs, en sommigen suggereren dat de zanger te laf was om de drie zelf in te lichten. Een andere kennis van Presley, John O'Grady, meent dat de lijfwachten werden ontslagen omdat hun ruwe behandeling van fans te veel rechtszaken had teweeggebracht.:354 Daarentegen is Presleys stiefbroer David Stanley van mening dat de lijfwachten werden ontslagen, omdat ze zich steeds onomwondener uitten over Presleys drugsverslaving.:140
RCA, dat al meer dan tien jaar gewend was aan een gestage productie van Presley, werd bezorgd nu zijn belangstelling om tijd in de studio te besteden vervaagde. Nadat in december 1973 een sessie bij het soullabel Stax Records in Memphis achttien nummers had opgeleverd, genoeg voor bijna twee albums, kwam hij in 1974 helemaal niet meer in de studio.:560 Parker overtuigde RCA nog een livealbum uit te brengen, Elvis Recorded Live on Stage in Memphis.:336 Het album werd op 20 maart opgenomen en bevatte een uitvoering van How Great Thou Art die Presley zijn derde en laatste Grammy Award zou opleveren bij de 17e Grammy Awards.:381 Daarmee waren alle drie zijn Grammy Awards – uit een totaal van veertien nominaties – voor gospelopnamen. In maart 1975 keerde Presley terug naar de studio in Hollywood, maar Parker slaagde er tegen het einde van het jaar niet meer in hem te bewegen tot een opnamesessie.:584-585 In 1976 stuurde RCA een mobiele studio naar Graceland die twee opnamesessies met volledige bezetting in Presleys huis mogelijk maakte.:593-595 Zelfs in die vertrouwde omgeving was het opnameproces nu een worsteling voor hem.:595
Ondanks alle zorgen van zijn label en manager nam Presley gedurende studiosessies tussen juli 1973 en oktober 1976 ongeveer zes volledige albums op. Hoewel hij niet langer een belangrijke aanwezigheid op de pophitlijst was, haalden vijf van deze albums de top vijf van de Amerikaanse countrylijst, waarvan drie de eerste plaats bereikten: Promised Land (1975), From Elvis Presley Boulevard, Memphis, Tennessee (1976) en Moody Blue (1977). Voor zijn singles gold min of meer hetzelfde – geen grote pophits, maar Presley bleef van belang op de countrymarkt en op de adult contemporary-radio. Acht studiosingles uit deze periode die tijdens zijn leven werden uitgebracht werden top-10-hits op een of beide lijsten, waarvan vier in 1974 alleen. In 1975 was My Boy een adult contemporary-nummer 1-hit in 1975 en in 1976 bereikte Moody Blue de top van de countrylijst en de tweede plaats in de adult contemporary-hitlijst.:273 Uit hetzelfde jaar komt zijn misschien wel meest geprezen opname uit de periode, Hurt, in 1955 een r&b-hit voor Roy Hamilton en in 1961 een pophit voor zangeres Timi Yuro. Countrystations draaiden Presleys deep soul-versie in 1976.:397 Greil Marcus beschreef de opname als zijn apocalyptische aanval op de soulklassieker. 'Als hij zich voelde zoals hij klonk, schreef Dave Marsh over Presleys uitvoering, dan is het mirakel niet dat hij nog maar een jaar te leven had, maar dat hij het nog zo lang volhield.

#### Laatste jaar en overlijden (1976–1977)
In november 1976 gingen Presley en Linda Thompson uit elkaar en hij begon een relatie met een nieuwe vriendin, Ginger Alden.:8, 526 Twee maanden later deed hij Alden een aanzoek en gaf haar een verlovingsring, hoewel enkele van zijn vrienden later beweerden dat hij niet serieus overwoog om opnieuw te trouwen.:8, 224, 325 Journalist Tony Scherman schrijft dat begin 1977, Presley was veranderd in een groteske karikatuur van zijn slanke, energieke vroegere zelf. Met een enorm overgewicht, zijn geest afgestompt door de collectie farmaceutica die hij dagelijks slikte, was hij nauwelijks in staat zich door zijn ingekorte concerten te slepen. In Alexandria stond de zanger minder dan een uur op het podium en was onmogelijk te verstaan. Op 31 maart verzuimde Presley in Baton Rouge te verschijnen; hij was niet in staat uit zijn hotelbed te komen en de rest van de tournee werd afgezegd.:628 Ondanks de snelle achteruitgang van zijn gezondheid hield hij zich aan de meeste tourverplichtingen. In Rapid City was hij zo zenuwachtig op het podium dat hij nauwelijks kon praten, aldus Presley-historicus Samuel Roy, en niet in staat om enige significante beweging te maken. Guralnick deelt mee dat fans hun teleurstelling steeds meer uitten, maar het leek allemaal aan Elvis voorbij te gaan, wiens wereld nu vrijwel geheel beperkt was tot zijn slaapkamer en zijn boeken over spiritualiteit. Een neef, Billy Smith, herinnerde zich hoe Presley in zijn kamer zat en urenlang kletste, soms zijn favoriete sketches van Monty Python of zijn eigen escapades uit het verleden ophaalde, maar vaker in de greep verkeerde van paranoïde obsessies die Smith aan Howard Hughes deden denken.:212, 642 Op 6 juni verscheen Way Down, de laatste single van Presley die tijdens zijn leven verscheen. Op 26 juni vond in Indianapolis zijn laatste concert plaats.
Op 1 augustus verscheen het boek Elvis: What Happened?, geschreven door de drie lijfwachten die het jaar ervoor ontslagen waren.:148 Het was het eerste verslag dat Presleys jarenlange medicijnmisbruik gedetailleerd uiteenzette. Hij was overstuur door het boek en probeerde zonder succes de publicatie tegen te houden door de uitgevers geld te bieden. Tegen deze tijd leed hij aan diverse aandoeningen: glaucoom, hypertensie, leverschade en een vergrote darm, elk verergerd – en mogelijk veroorzaakt – door drugsmisbruik. In 2014 bracht genetische analyse van een haar genetische varianten aan het licht die zijn glaucoma, migraines en hartvergroting zouden hebben kunnen veroorzaakt.
Op de avond van 16 augustus 1977 zou Presley vanuit Memphis vliegen om een nieuwe tournee te ondernemen. Die middag vond Ginger Alden hem op de vloer van zijn badkamer, zonder teken van leven. Pogingen om hem te reanimeren hadden geen succes en om half vier in de middag werd hij officieel doodverklaard in het Baptist Memorial Hospital.:645–648
President Jimmy Carter gaf een verklaring uit waarin Presley werd toegeschreven dat hij het aangezicht van de Amerikaanse populaire cultuur permanent veranderd had. Duizenden mensen verzamelden zich buiten Graceland om de open kist te zien. Billy Mann, een van Presleys neven, accepteerde 18.000 dollar om stiekem het stoffelijk overschot te fotograferen; de foto verscheen op het omslag van het bestverkochte nummer van National Enquirer ooit.:386 Alden sloot voor 105.000 dollar een overeenkomst met de Enquirer voor haar verhaal, maar nam met minder genoegen nadat ze de exclusiviteitsafspraak had geschonden.:660 In zijn testament had Presley haar niet vermeld.:581–582
Op donderdag 18 augustus werd Presleys uitvaart gehouden in Graceland. Buiten de poorten reed een auto in op een groep fans, waarbij twee vrouwen het leven verloren en een derde zwaargewond raakte.:26 Ongeveer 80.000 mensen stonden opgesteld langs de processieroute naar Forest Hill Cemetery, waar Presley naast zijn moeder begraven werd. Binnen enkele dagen stond Way Down bovenaan de Amerikaanse en Britse poplijst.:273
Nadat er eind augustus een poging was geweest om het lichaam te stelen, werden de stoffelijke resten van zowel Presley als zijn moeder op 2 oktober opnieuw begraven in de Meditation Garden van Graceland.:660
Na zijn dood is Presley tal van keren zogenaamd gezien. Een hardnekkige theorie onder sommige fans is dat hij zijn dood in scène zou hebben gezet.:42, 157–160, 169 Ter ondersteuning hebben fans gewezen op zogenaamde discrepanties in de doodverklaring, geruchten over een wassen dummy in zijn oorspronkelijke doodkist en talloze verslagen dat Presley een afleidingsmanoeuvre zou hebben bedacht zodat hij in alle rust met pensioen kon gaan.:159–160

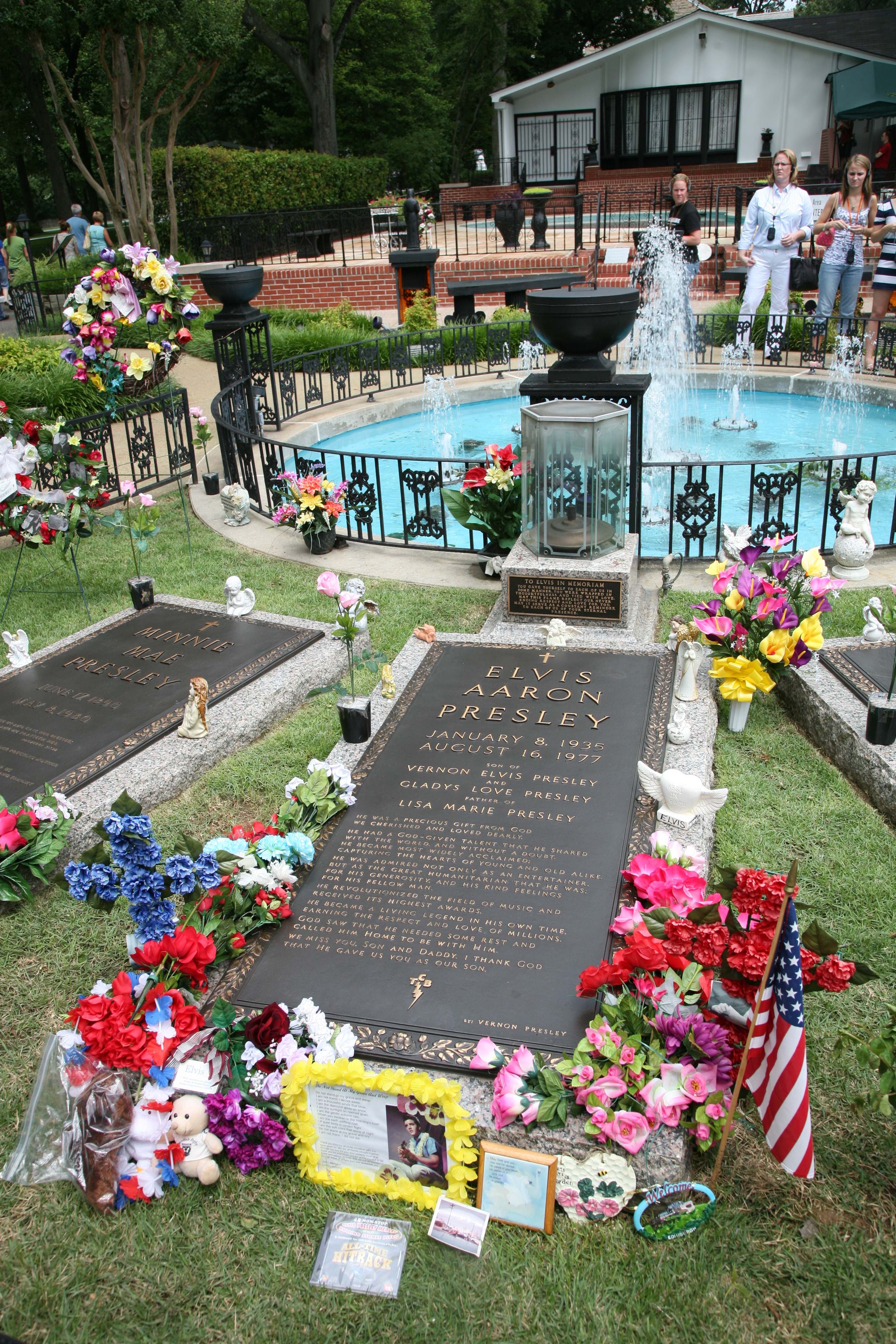
Presleys grafsteen op Graceland

### Vragen omtrent de doodsoorzaak
Volgens Guralnick impliceerde Presleys dood 'sterk het gebruik van drugs'; hij opperde de mogelijkheid van een anafylactische shock door overgevoeligheid voor codeïne, waarvan bekend was dat Presley er een milde allergie voor had. Twee maanden later werden twee rapporten van laboratoriumonderzoek aan het dossier toegevoegd, die elk afzonderlijk sterk suggereerden dat polyfarmacie de primaire doodsoorzaak was: volgens een van de rapporten waren er veertien drugs in Elvis' systeem, tien in significante hoeveelheid. Forensisch historicus en patholoog Michael Baden beschouwde de toestand als gecompliceerd en wees erop dat Presley al geruime tijd een vergroot hart had. In combinatie met het drugsgebruik zou dit tot zijn dood hebben geleid. Maar het was moeilijk om een diagnose te stellen, er kon slechts een inschatting worden gemaakt.
De competentie en ethische normen van twee van de betrokken medische professionals werden ernstig betwijfeld. Nog voordat de autopsie was afgerond en de resultaten van het toxicologische onderzoek bekend waren, verklaarde medisch onderzoeker Jerry Francisco dat een hartritmestoornis de doodsoorzaak was, een toestand die alleen kan worden vastgesteld bij iemand die nog in leven is. Beschuldigingen van dekmantel waren wijdverspreid. Hoewel een proces in 1981 Presleys lijfarts dokter Nichopoulos vrijpleitte van strafrechtelijke aansprakelijkheid voor de dood van de zanger, waren de feiten schokkend: alleen al in de eerste acht maanden van 1977 bleek hij meer dan 10.000 doses kalmeringsmiddelen, amfetaminen en verdovende middelen te hebben voorgeschreven, allemaal op Presleys naam. Zijn vergunning werd drie maanden geschorst en in de jaren 1990 permanent ingetrokken, nadat de Tennessee Board of Medical Examiners nieuwe aanklachten van het uitschrijven van te veel recepten had ingediend.
In 1994 werd de autopsie op Presley te midden van toenemende druk heropend. Lijkschouwer Joseph Davis verklaarde dat niets in de gegevens een dood door drugs ondersteunde. Alles wees volgens hem op een plotselinge heftige hartaanval. Of een combinatie van drugs nu de feitelijke doodsoorzaak was of niet, er bestaat weinig twijfel dat polyfarmacie aanzienlijk aan Presleys voortijdig overlijden heeft bijgedragen.
In 2027 zal de autopsie van Presley openbaar gemaakt worden.

### Na 1977
Tussen 1977 en 1981 werden zes postuum uitgebrachte singles van Presley top-tien-countryhits.:273 In 1982 werd Graceland opengesteld voor het publiek. Met jaarlijks meer dan een half miljoen bezoekers is het na het Witte Huis het meest bezochte huis in de VS.:433 In 2006 werd het tot National Historic Landmark verklaard.
Presley is opgenomen in zes muzikale Halls of Fame: in 1986 in de Rock and Roll Hall of Fame, in 1998 in de Country Music Hall of Fame, in 2001 in de Gospel Music Hall of Fame, in 2007 in de Rockabilly Hall of Fame (2007), in 2012 in de Memphis Music Hall of Fame en in 2015 in de Rhythm and Blues Music Hall of Fame. In 1984 werd hem de W. C. Handy Award van de Blues Foundation en de eerste Golden Hat Award van de Academy of Country Music toegekend. In 1987 werd hem de Award of Merit van de American Music Award toegekend.
In 2002 werd een door Junkie XL gemaakte remix van Presleys A Little Less Conversation onder de naam Elvis Vs JXL gebruikt in een advertentiecampagne van Nike tijdens de Wereldkampioenschap voetbal 2002. In meer dan twintig landen bereikte de remix de eerste plaats en werd opgenomen in een compilatie van Presleys nummer 1-hits, ELV1S, die eveneens een internationaal succes werd. In 2003 haalde een remix van Rubberneckin', een opname van Presley uit 1969, de hoogste plaats op de Amerikaanse hitlijst, evenals het volgende jaar een jubileum heruitgave van That's All Right dat toen vijftig jaar oud was. Deze laatste uitgave werd een regelrechte hit in het Verenigd Koninkrijk, waar het nummer drie werd op de poplijst.
In 2005 bereikten nog eens drie opnieuw uitgebrachte singles, Jailhouse Rock, One Night/I Got Stung en It's Now or Never de eerste plaats in het Verenigd Koninkrijk. Dat jaar werden in totaal 17 singles van Presley opnieuw uitgebracht die allemaal de Britse top vijf haalden. Voor het vijfde achtereenvolgende jaar noemde het zakenblad Forbes Presley de meestverdienende dode beroemdheid met een bruto-inkomen van 45 miljoen dollar. In 2006 werd hij tweede, keerde de twee volgende jaren terug aan de toppositie en werd vierde in 2009, het jaar dat Michael Jackson overleed. Het volgende jaar stond hij op de tweede plaats met zijn hoogste jaarinkomen ooit, 60 miljoen dollar, aangespoord door de viering van zijn 75e verjaardag en de lancering van Cirque du Soleils show Viva Elvis in Las Vegas. In november 2010 werd Viva Elvis: The Album uitgebracht, waarop zijn stem over nieuw opgenomen begeleiding was gezet. Halverwege 2011 bestonden er ongeveer 15.000 Presley-gerelateerde producten in licentie. Dat jaar was hij opnieuw de op een na meestverdienende overleden beroemdheid.
Presley houdt de records voor meeste songs in Billboards top 40 en top 100: volgens berekening van hitlijststatisticus Joel Whitburn zijn de totalen respectievelijk 104 en 151; Presley-historicus Adam Victor komt uit op 114 en 138.:438 Presleys posities voor top-tien en nummer 1-hits variëren afhankelijk van de telling van de singles met dubbele A-kanten Hound Dog/Don't Be Cruel en Don't/I Beg of You, die dateren van voor de ingang van Billboards verenigde Billboard Hot 100. Volgens Whitburns analyse delen Presley en Madonna het record voor meeste top 10-hits met 38;:500–504 volgens Billboards huidige opvatting is hij tweede met 36. Whitburn en Billboard zijn het erover eens dat The Beatles recordhouder zijn voor meeste nummer 1-hits met 20 en dat Mariah Carey tweede staat met 18. Bij Whitburn heeft Presley er ook 18 en is dus gedeeld tweede;:500–504 Billboard heeft hem als derde met 17. Presley behoudt het record voor cumulatieve weken op de eerste plaats: volgens Whitburn en de Rock and Roll Hall of Fame heeft hij er 80;:830 en volgens Billboard delen hij en Carey de eerste plaats met 79 weken. Hij houdt de records voor meeste Britse nummer 1-hits met 21 en meeste Britse top 10-hits met 76.
In 2016 verscheen het album The Wonder of You, dat de vocale tracks van Presley voorzag van nieuwe begeleiding door het Royal Philharmonic Orchestra. In oktober werd dit zijn dertiende nummer 1-notering in de Britse albumlijst en dat leverde hem twee records op: dat van de solo-artiest met de meeste Britse nummer 1-albums – The Beatles hebben er vijftien – en de artiest met de grootste tijdsspanne tussen zijn eerste en laatste toppositie in de albumlijst – Presleys eerste was zijn debuutalbum in 1956.
Sinds 1997 verzamelen zich elk jaar op zijn sterfdag duizenden mensen bij zijn huis in Memphis om zijn nagedachtenis te vieren met een processie bij kaarslicht.

## Muzikale stijl

### Invloeden
De vroegste muzikale invloed op Presley was gospelmuziek. Tijdens de kerkdiensten van de Assembly of God in Tupelo die het gezin bezocht, ging de tweejarige Presley volgens zijn moeders herinnering van mijn schoot af, rende het gangpad in en klauterde op het podium. Daar stond hij dan te kijken naar het koor en probeerde mee te zingen. In Memphis bezocht Presley vaak de gospelzangen in het Ellis Auditorium die de hele nacht duurden en waar groepen als The Statesmen Quartet de muziek leidden in een stijl die, zo suggereert Guralnick, het zaad voor Presleys toekomstige podiumact zaaiden:
The Statesmen waren een elektriserende combinatie [...] met een van de meest opwindende emotionele zang en gewaagd onconventioneel showmanschap uit de amusementswereld [...] gekleed in kostuums die uit de etalage van Lansky's hadden kunnen zijn [...] Bas Jim Wetherington, algemeen bekend als de Big Chief, hield een vast ritme aan, onophoudelijk schuddend met afwisselend zijn linker- en rechterbeen schuddend, waarbij de stof van zijn broek opbolde en glitterde. Hij ging zo ver als je in de gospelmuziek maar kunt gaan, zei Jake Hess. De vrouwen sprongen op, net als bij popshows doen. Predikanten maakten vaak bezwaar tegen de onkuise bewegingen [...] maar het publiek reageerde met gillen en flauwtes.
Als tiener had Presley brede muzikale belangstelling en hij was even goed op de hoogte van zwarte als van blanke Amerikaanse muzieksoorten. Hoewel hij nooit een formele opleiding kreeg, was hij gezegend met een buitengewoon geheugen en zijn muzikale kennis was al aanzienlijk tegen de tijd dat hij als negentienjarige in 1954 zijn eerste professionele opnamen maakte. Toen Jerry Leiber en Mike Stoller hem twee jaar later leerden kennen, stonden ze verbaasd over zijn encyclopedische kennis van de blues.:211 Tijdens een persconferentie het volgende jaar verklaarde hij trots, Ik ken praktisch elke religieuze song ooit geschreven.

### Genres
Volgens muziekhistorici was Presley een centrale figuur in de ontwikkeling van rockabilly. Katherine Charlton noemt hem zelfs de uitvinder van rockabilly, hoewel Carl Perkins expliciet heeft verklaard dat Sam Phillips, noch Elvis noch ikzelf rockabilly heeft uitgevonden en Michael Campbell stelde dat Bill Haley de eerste grote rockabilly-hit heeft opgenomen. Het bestond al een behoorlijke tijd, aldus Scotty Moore. Carl Perkins deed in de omgeving van Jackson in essentie hetzelfde en ik weet zeker dat Jerry Lee Lewis dat type muziek al vanaf zijn tiende jaar maakte. Echter, Rockabilly kristalliseerde in een herkenbare stijl met Elvis Presleys eerste plaat in 1954, op het Sun-label, schrijft Craig Morrison. Paul Friedlander beschrijft op dezelfde wijze de karakteristieke elementen van rockabilly als in essentie [...] een constructie van Elvis Presley: de rauwe, emotionele en slepende vocale stijl en de nadruk op het ritmegevoel van de blues met de strijkers en ritmegitaaraanslag van country. In That's All Right, de eerste plaat van het Presley-trio, is Scotty Moores gitaarsolo, een combinatie van country in de stijl van het getokkel van Merle Travis, dubbel-stop slides uit de akoestische boogie en bluesgebaseerde, gebogen noten op één snaar, een microkosmos van deze fusie.
Bij RCA onderscheidde Presleys rock-'n-rollgeluid zich van de rockabilly met groepsvocalen, zwaarder versterkte elektrische gitaren en een flinkere, intensere trant.:39 Hoewel hij erom bekendstond liedjes uit verschillende bronnen te betrekken en ze een rockabilly/rock-'n-roll-behandeling te geven, nam hij ook vanaf vroeg in zijn loopbaan nummers in andere genres op, van de popstandaard Blue Moon bij Sun tot de countryballad How's the World Treating You? op zijn tweede lp tot de blues van Santa Claus Is Back In Town. In 1957 werd zijn eerste gospelplaat uitgebracht, de vier nummers tellende ep Peace in the Valley. Gecertificeerd als miljoenverkoop, werd het de bestverkochte gospel-ep in de geschiedenis van de muziekindustrie. Presley zou de rest van zijn leven van tijd tot tijd gospel blijven opnemen. Op het album How Great Thou Art (1967) staat Run On, een traditional die populair was in de zwarte gospeltraditie. Het arrangement roept de percussieve stijl van het Golden Gate Quartet uit de jaren 1930 op.:184
Na zijn terugkeer van militaire dienst in 1960 bleef Presley rock-'n-roll uitvoeren, maar de karakteristieke stijl werd aanzienlijk afgezwakt. Typerend voor deze wending is zijn eerste single na zijn diensttijd, de nummer 1-hit Stuck on You. Publiciteitsmateriaal van RCA sprak van de milde rockbeat, terwijl discograaf Ernst Jorgensen het over upbeat pop had. Van het moderne blues/r&b-geluid dat zo succesvol was vastgelegd op Elvis Is Back! werd in essentie zes jaar afscheid genomen tot opnamen uit 1966–1967 als Down in the Alley en Hi-Heel Sneakers.:213, 237 Het grootste deel van de jaren 1960 benadrukten de platen van de zanger popmuziek, vaak in de vorm van ballads als Are You Lonesome Tonight?, een nummer 1-hit uit 1960. Weliswaar was dat een dramatisch nummer, maar het meeste van wat Presley opnam voor zijn filmsoundtracks was van een veel lichtere aard.:142-143
Hoewel Presley voor de  '68 Comeback Special ook een aantal van zijn klassieke ballads uitvoerde, werd het geluid van de show gedomineerd door agressieve rock-'n-roll. Daarna zou hij nog maar weinig nieuwe rechttoe-rechtaan-rock-'n-roll-liedjes opnemen; zoals hij zelf verklaarde, waren die moeilijk te vinden. Een belangrijke uitzondering was Burning Love, zijn laatste grote hit op de poplijsten. Net als zijn werk uit de jaren 1950, bestonden Presleys volgende opnamen uit herinterpretaties van pop- en countrynummers, zij het in heel andere uitvoeringen. Zijn stilistische reikwijdte begon nu een meer eigentijds rockgeluid en ook soul en funk te omvatten. Veel van Elvis In Memphis, net als de van dezelfde sessies afkomstige hit Suspicious Minds, weerspiegelden zijn nieuwe fusie van rock en soul. In het midden van de jaren 1970 vonden veel van zijn singles een thuis op de country radio, het terrein waar hij eerst een ster werd.:199

### Vocale stijl en bereik
Muziekcriticus Henry Pleasants merkt op dat Presley is zowel een tenor als een bariton genoemd. Deze uiteenlopendheid van opinies wordt in de hand gewerkt door zijn buitengewone kompas [...] en een erg grote reikwijdte aan vocale kleur. Hij identificeert Presley als een hoge bariton en berekent zijn bereik als twee en een derde octaaf, van de baritonlage G tot de tenorhoge B, met een opwaartse extensie in falset tot minstens Des. Presleys beste octaaf ligt in het centrum, van Des tot Des, met mogelijk een extra hele toon naar boven of beneden. Naar Pleasants' mening was zijn stem op zijn laagst variabel en onvoorspelbaar en vaak briljant op zijn hoogst, met de capaciteit voor op volle sterkte gerealiseerde hoge G's en A's waarop een operabariton jaloers mag zijn. Onderzoeker Lindsay Waters, die Presleys bereik inschat op 2¼ octaaf, benadrukt dat zijn stem een emotioneel bereik heeft van tedere gefluister via zuchten tot schreeuwen, grommen, brommen en uitgesproken schorheid die de luisteraar kan bewegen van kalme overgave tot angst. Zijn stem kan niet in octaven worden gemeten, maar in decibel; zelfs dat raakt niet aan het probleem hoe gevoelige, bijna onhoorbare fluisters te meten. Presley was altijd in staat om de open, hese, ecstatische, gillende, schreeuwende, jammerende, roekeloze geluid van de zwarte rhythm-and-blues- en gospelzangers te reproduceren, schrijft Pleasants, en demonstreerde eveneens een opmerkelijk vermogen om vele andere vocale stijlen te reproduceren.

## Raciale kwesties
Toen Dewey Phillips That's All Right voor het eerst draaide op de radio van Memphis dachten veel luisteraars die per telefoon of telegram contact opnamen met het station om het nog eens aan te vragen, dat de zanger zwart was.:100-101 Vanaf het begin van zijn nationale roem betuigde Presley zijn respect voor zwarte artiesten en hun muziek en zijn minachting voor de segregatienormen en raciale vooroordelen die destijds in het zuiden alomtegenwoordig waren. In een interview uit 1956 herinnerde hij zich hoe hij in zijn kindertijd luisterde naar de bluesmuzikant Arthur Crudup – de originele uitvoerder van That's All Right: .... uit het toestel slaan zoals ik nu doe en ik zei dat als ik ooit naar de plaats kon gaan waar ik al dat zou voelen wat de oude Arthur voelde, dat ik dan een muziekman zou worden zoals niemand ooit gezien had. The Memphis World, een Afro-Amerikaans dagblad, berichtte dat Presley, het rock-'n-roll-fenomeen, de segregatiewetten van Memphis had gekraakt door het plaatselijke amusementspark te bezoeken op wat was aangewezen als gekleurden-avond. Zulke uitspraken en acties leidden ertoe dat Presley in de vroege jaren van zijn sterrendom algemeen werd bejubeld in de zwarte gemeenschap.
In tegenstelling daarmee, aldus Arnold Shaw van Billboard, vonden veel blanke volwassenen .... hem maar niks en veroordeelden hem als verdorven. Anti-zwarte vooroordelen speelden ongetwijfeld een rol in deze vijandigheid. Ongeacht of ouders zich bewust waren van de zwarte seksuele oorsprong van de frase rock-'n-roll, maakte Presley op hen de indruk de visuele en orale belichaming van seks te zijn.
Ondanks de grotendeels positieve mening die zwarte Amerikanen over Presley hadden, verspreidde zich halverwege 1957 een gerucht dat hij ergens zou hebben verklaard: 'Het enige dat negers voor me kunnen doen, is mijn platen kopen en mijn schoenen poetsen.' Louie Robinson, een journalist van het nationale zwarte weekblad Jet, zocht de kwestie uit. De opmerking zou gemaakt zijn hetzij in Boston, waar Presley tot dan toe nog nooit geweest was, of in het televisieprogramma van Edward R. Murrow, waar hij nooit in opgetreden had. Op de set van Jailhouse Rock sprak Robinson met Presley zelf, die meedeelde: Zoiets heb ik nooit gezegd en mensen die mij kennen weten dat ik zoiets niet zou zeggen. Nogal wat mensen, ging hij verder, schijnen te denken dat ik deze industrie begonnen ben. Maar rock-'n-roll bestond al lang voordat ik erbij kwam. Niemand kan deze muziek zingen zoals gekleurde mensen. Laten we het onder ogen zien: ik kan niet zingen zoals Fats Domino dat kan. Dat besef ik.
Dj Robert 'Red' Robinson herinnerde in dit verband aan een van de gebeurtenissen die pas na Presleys dood in de publiciteit kwamen: toen Presley door een straat reed kocht hij ineens een Cadillac voor een zwarte vrouw met een klein kind, die hij toevallig tegenkwam. Als Presley werkelijk een hekel aan zwarten had gehad, zou hij volgens Robinson niet eens bij ze in de buurt zijn gekomen. Robinson vond geen bewijs dat de opmerking ooit was gemaakt, maar juist getuigenissen van tal van personen die uitwijzen dat Presley allesbehalve een racist was.
Blueszanger Ivory Joe Hunter, die het gerucht hoorde voordat hij Graceland op een avond bezocht, vertelde over Presley: Hij betoonde mij alle gastvrijheid en ik vind hem een van de grootsten. Ook Dudley Brooks, een Afro-Amerikaanse componist en sessiemuzikant die in de jaren 1950 en 1960 met Presley werkte, weersprak beschuldigingen dat Presley een racist zou zijn.:220
Hoewel de vermeende opmerking destijds al geheel afgedaan was, werd het gerucht nog decennia later tegen Presley gebruikt. Het identificeren van Presley met racisme – persoonlijk dan wel symbolisch – vond zijn bekendste uiting in de tekst van Public Enemy's raphit Fight the power uit 1989: Elvis was een held voor velen/ Maar hij betekende niets voor mij/ Volkomen racist als die eikel was/ Simpel en duidelijk.
De hardnekkigheid van zulke opvattingen werd gevoed door verbolgenheid, omdat Presley, wiens muzikale en visuele optredens schatplichtig waren aan Afrikaans-Amerikaanse bronnen, de culturele erkenning en het commerciële succes bereikte dat zijn zwarte collega's ontzegd werd. Tot in de 21e eeuw bleef de gedachte dat Presley zwarte muziek gestolen zou hebben zijn aanhangers houden. Vermeldenswaard onder de Afro-Amerikaanse entertainers die deze opvatting afwezen was Jackie Wilson, die zei: Veel mensen hebben Elvis ervan beschuldigd de muziek van de zwarte man te hebben gestolen, terwijl in werkelijkheid bijna elke zwarte soloartiest zijn podiumgedrag van Elvis afkeek. En gedurende zijn hele loopbaan heeft Presley zijn schatplichtigheid niet onder stoelen of banken gestoken. Tegen het publiek van zijn  '68 Comeback Special vertelde hij: Rock-'n-rollmuziek is in de basis gospel of rhythm-and-blues, of is daaraan ontsprongen. Mensen hebben dat ontwikkeld, er andere instrumenten aan toegevoegd, ermee geëxperimenteerd, maar daar komt het op neer. Negen jaar daarvoor had hij al eens gezegd: Rock-'n-roll is er al heel wat jaren. Vroeger werd het rhythm-and-blues genoemd.

## Invloed van Colonel Parker en anderen

### Parker en de Aberbachs

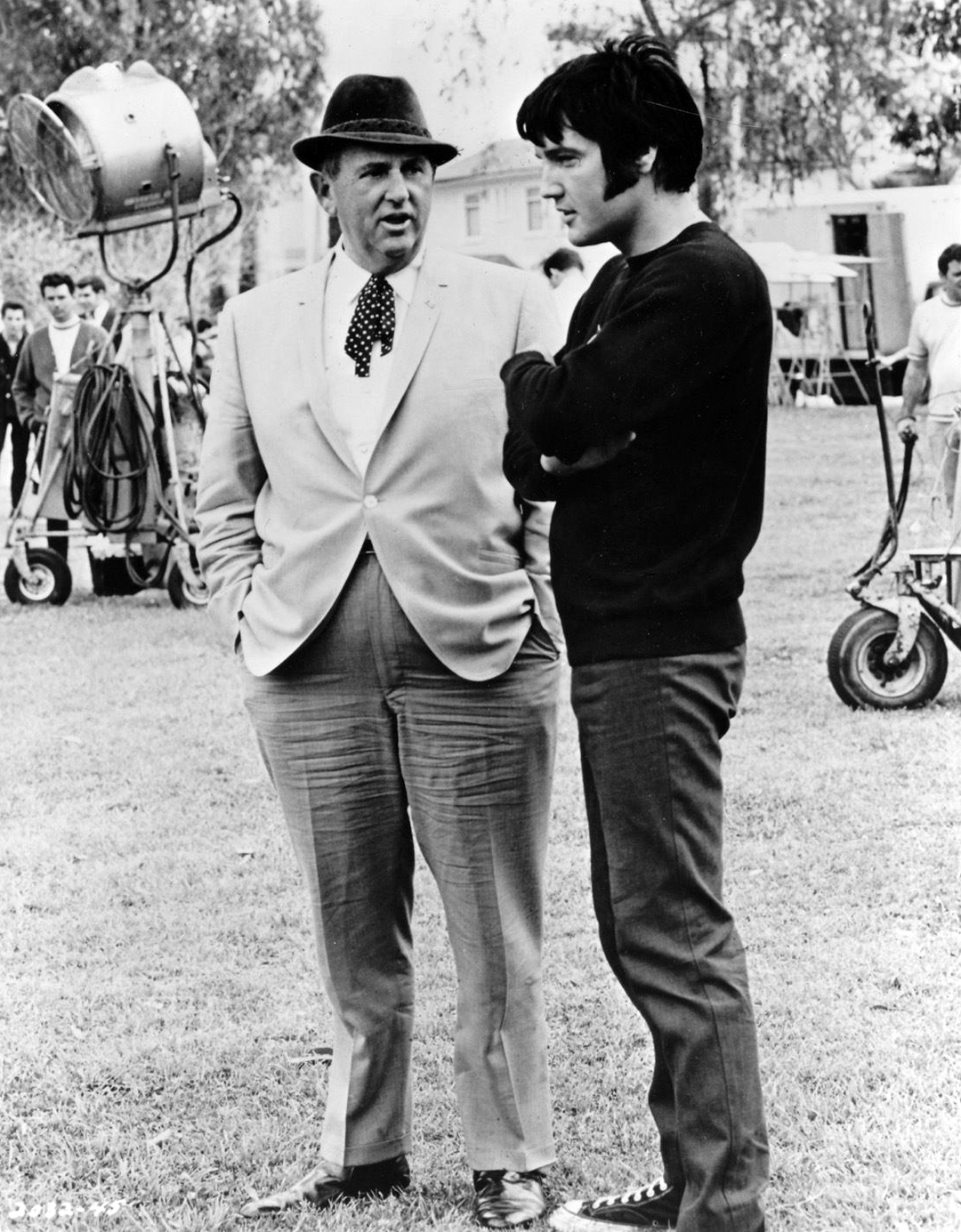
Elvis Presley en Colonel Tom Parker in 1969

Toen hij Presleys manager werd, stond Colonel Tom Parker op een uitzonderlijk strakke controle over de loopbaan van zijn client. Songschrijver Robert B. Sherman van The Sherman Brothers was getuige van het afsluiten van de overeenkomst tussen Jean Aberbach, de mede-eigenaar van Hill and Range en de Colonel in 1955. Al vroeg vatten The Colonel en zijn bondgenoten van Hill and Range, de gebroeders Jean en Julian Aberbach, de hechte relatie die zich ontwikkelde tussen Presley en songschrijvers Jerry Leiber en Mike Stoller op als een ernstige bedreiging van die controle.:415-417, 448-449 Parker beëindigde deze relatie, al dan niet met opzet, met het nieuwe contract dat hij begin 1958 Leiber stuurde. Leiber dacht dat er een fout was gemaakt, want het papier was blanco, op Parkers handtekening en een plaats voor die van Leiber na. Geen fout, jongen, gewoon tekenen en terugsturen, instrueerde Parker. Maak je geen zorgen, we vullen het later in. Leiber weigerde en Presleys vruchtbare samenwerking met dit schrijversteam was voorbij. Andere gerespecteerde songschrijvers verloren hun belangstelling of vermeden het zelfs om voor Presley te schrijven vanwege de vereiste dat ze een derde van hun gebruikelijke auteursrechten zouden afstaan.:198
Tegen 1967 leverden Parkers contracten met Presley hem 50 procent op van de meeste inkomsten die de zanger beurde aan opnamen, films en merchandise.:248 Vanaf februari 1972 nam hij een derde van de winst over live-optredens;:304, 365 een overeenkomst uit januari 1976 gaf Parker eveneens recht op 50 procent daarvan.:358, 375
Priscilla Presley signaleerde dat Elvis een hekel had aan de zakelijke kant van zijn carrière. Hij tekende contracten zonder die zelfs maar te lezen. Presleys vriend Marty Lacker zag Parker als een sjacheraar en een oplichtingskunstenaar. Het ging hem alleen om snel geld – vangen en wegwezen.
Lacker speelde een rol in Presleys besluit om begin 1969 te werken met producer Chips Moman en diens uitgelezen muzikanten de van American Sound studio. Deze opnamesessies betekenden een opvallend afscheid van de controle die Hill and Range normaliter over het materiaal hadden. Ter plekke had Moman nog wel te maken met de vertegenwoordigers van deze firma, wier suggesties aangaande het repertoire hij onacceptabel vond. Hij stond net op het punt er de brui aan te geven, toen Presley het personeel van Hill and Range beval te vertrekken.:262–65 Hoewel Joan Deary, manager van RCA, later vol lof was over de songselectie van de producer en de kwaliteit van de opnamen,:267 kreeg Moman, tot zijn woede, noch een vermelding op de platen noch royalty's voor zijn werk.:281
Gedurende zijn hele loopbaan heeft Presley in slechts drie locaties buiten de VS opgetreden – alle drie in Canada, gedurende korte tournees daar in 1957. Geruchten dat hij voor de eerste maal overzee zou optreden, laaiden in 1974 op vanwege een miljoenenbod voor een Australische tournee. Parker was opmerkelijk aarzelend voor zijn doen, wat degenen die dicht bij Presley stonden aanleiding gaf te speculeren over het verleden van de manager en de redenen voor zijn kennelijke onwil om een paspoort aan te vragen. Uiteindelijk wist Parker elke ambitie die Presley ook mag hebben gehad over optreden buiten de VS te onderdrukken, bewerend dat de veiligheidsmaatregelen in het buitenland slecht waren en de arena's ongeschikt voor een ster van zijn statuur.:123
De grootste controle had Parker over Presleys filmloopbaan. In 1957 vroeg Robert Mitchum Presley voor de hoofdrol naast hemzelf voor Thunder Road, waarvan Mitchum de schrijver en producer was.:125  Ook overtuigde Parker, volgens entertainer Sammy Davis jr., Presley af te zien van plannen om samen met Davis in The Defiant Ones te spelen (de hoofdrollen gingen uiteindelijk naar Tony Curtis en Sidney Poitier). Volgens George Klein, een van zijn oudste vrienden, werden Presley hoofdrollen aangeboden in West Side Story en Midnight Cowboy.:226
In 1974 benaderde Barbra Streisand Presley om samen met haar de nieuwe verfilming van A Star is Born te maken.:563–565 In elk van deze gevallen werd elke ambitie die de zanger mag hebben gehad om zulke rollen te vertolken opzij geschoven door hetzij de onderhandelingseisen van zijn manager, hetzij door botte weigering. In de beschrijving van Lacker, Het enige dat Elvis na de eerste jaren gaande kon houden was een nieuwe uitdaging. Maar Parker boorde alles voortdurend de grond in. Tekenend voor de modus operandi is de respons die Leiber en Stoller kregen toen ze een serieus filmproject voor Presley onder de aandacht brachten van Parker en de eigenaren van Hill and Range. In Leibers versie waarschuwde Jean Aberbach hen om nooit meer te proberen om zich te bemoeien met de zaken of artistieke bezigheden van het proces bekend als Elvis Presley.

### Memphis Mafia
In de vroege jaren 1960 begon de vriendenkring waarmee Presley zich tot aan zijn dood continu omringde bekend te staan als de Memphis Mafia.:139–140 Omringd door hun parasitische aanwezigheid, zoals journalist John Harris het verwoordt, was het geen wonder dat hij afgleed naar verslaving en sloomheid, niemand sloeg alarm: voor hen was Elvis de bank en die moest open blijven. Tony Brown, die in Presleys laatste twee jaar regelmatig diens pianist was, signaleerde zijn snel slechter wordende gezondheid en de urgentie om er wat aan te doen: Maar we wisten allemaal dat het hopeloos was, omdat Elvis omringd was door die kleine kring van mensen [...] al die zogenaamde vrienden. Ter verdediging van de Memphis Mafia heeft Marty Lacker gezegd, [Presley] was een onafhankelijk man [...] als wij er niet waren geweest, dan zou hij al veel eerder dood geweest zijn.
In 1964 werd Larry Geller Presleys kapper. Anders dan anderen in de Memphis Mafia had hij belangstelling voor spirituele vragen en hij herinnert zich hoe, vanaf hun eerste gesprek, Presley zijn diepste gedachten en angsten onthulde: Ik bedoel er moet wel een doel zijn [...] er moet een reden zijn [...] waarom ik werd verkozen om Elvis Presley te zijn [...] Ik zweer bij God, niemand weet hoe eenzaam ik soms ben. En hoe leeg ik me werkelijk voel. Daarna voorzag Geller hem van boeken over religie en mystiek, die de zanger gretig las.:175 Presley zou de rest van zijn leven met dergelijke materie bezig blijven en nam ladingen boeken mee op tournee.

## Sekssymbool
Presleys lichamelijke aantrekkelijkheid en sexappeal werden in ruime kring erkend. Ooit was hij mooi, verbluffend mooi, toen werd hij dik, verbluffend dik formuleerde criticus Mark Feeney het. Televisieregisseur Steve Binder, geen liefhebber van Presleys muziek voordat hij de '68 Comeback Special onder zijn hoede kreeg, vertelde, Ik ben zo hetero als wat en ik moet je zeggen, of je nu een man of een vrouw bent, je stopt om naar hem te kijken. Zo goed zag hij eruit. En ook al zou je niet weten dat hij een superster was, dat zou niets uitmaken; als hij de kamer in liep, zou je weten dat er een bijzonder iemand in je nabijheid was. Zijn stijl van optreden droeg net zozeer als zijn lichamelijke schoonheid bij aan Presleys geërotiseerde imago. In 1970 beschreef criticus George Melly hem als de meester van de seksuele simile, zijn gitaar tegelijk behandelend als fallus en als meisje. In zijn overlijdensbericht van Presley beschouwde popcriticus Lester Bangs hem als de man die openlijk flagrante vulgaire seksuele opwinding introduceerde in de Amerikaanse populaire cultuur. De verklaring van Ed Sullivan dat hij een frisdrankflesje in Presleys broek waarnam vond een echo in geruchten over een rolletje toiletpapier in dezelfde positie.
Hoewel Presley werd gepresenteerd als een icoon van heteroseksualiteit, hebben enkele culturele critici de stelling verdedigd dat zijn imago ambigu was. In 1959 plaatste Brett Farmer in Sight and Sound de orgastische bewegingen van de danschoreografie van de titelsong in Jailhouse Rock in een traditie van cinematografische muzikale nummers van een spectaculaire erotisering, zo niet homo-erotisering, van het beeld van mannelijkheid. Volgens de analyse van Yvonne Tasker was Presley een ambivalent figuur die een opmerkelijk gefeminiseerde, objectiverende versie van de blanke arbeidersmannelijkheid verwoordde als agressief seksueel vertoon.
Presleys imago als sekssymbool werd benadrukt met de verslagen over zijn flirts met verschillende sterren en sterretjes uit Hollywood, van Natalie Wood in de jaren 1950 via Connie Stevens en Ann-Margret in de jaren 1960 tot Candice Bergen en Cybill Shepherd in de jaren 1970. June Juanico uit Memphis, een van Presleys vroege vriendinnen, beschuldigde Parker er later van hem te hebben aangemoedigd om bij het daten de publiciteit in het achterhoofd te houden. Presley voelde zich nooit op zijn gemak in de Hollywood-wereld en de meeste van deze relaties stelden weinig voor.

## Hits

### Billboard
Presley is volgens het Billboard-classificatiesysteem de succesvolste muzikant van de hitlijsten van 1955 tot 2008 in de Verenigde Staten. Het nummer Love me Tender uit 1956 had, voordat het in de winkel lag, zoveel reserveringen dat het nummer goud werd. Dat is geen andere artiest tot nu toe gelukt.

#### Billboard Pop
Elvis Presley heeft 165 liedjes in de Amerikaanse hitlijsten 1955–2008 en daarmee is hij de onbetwiste leider van deze categorie, gevolgd door James Brown (107) en Ray Charles (91) op plaatsen twee en drie. Voorts heeft Presley de meeste (104) top-40-nummers in deze periode, voorafgaand aan Elton John (56) en The Beatles (51). Presley heeft 38 top-10-hits gehad, gevolgd door Madonna (37) en The Beatles (34). Presley heeft in totaal 80 weken op nummer 1 gestaan, gevolgd door Madonna (79) en The Beatles (59). In termen van het aantal nummer 1-hits staat hij met Mariah Carey (beide 18) op de tweede plaats achter The Beatles met 20. De prestaties van Presley worden inmiddels benaderd en overtroffen. Toch blijft Presley de benchmark (maatstaf) voor de muziekindustrie: daar waar in Presleys tijd een gouden album bij één miljoen verkochte exemplaren werd verdiend, ligt de lat sinds de opkomst van het internet vele malen lager door het ineenstorten van de cd-verkoop ten faveure van het downloaden en streamen.
Presley heeft twee decennia met zijn liedjes de hitlijsten gedomineerd, namelijk de jaren 1950 (vóór Pat Boone op nummer 2) en zestig (vóór Ray Charles). In de jaren 1970 moest hij zijn toppositie aan Elton John afstaan en stond hij op de zevende plaats. Wel was Presley in de jaren 1970 de best verkopende artiest; zijn inmiddels brede catalogus als geheel verkocht goed, maar er waren geen uitschieters meer in de vorm van albums die de hitlijsten hoog beklommen. Volgens Billboards classificatiesysteem is hij de succesvolste muzikant van de hitlijsten van 1955 tot 2008 – gevolgd met grote afstand door The Beatles, Elton John, Madonna, Mariah Carey en Michael Jackson.
Elvis Presley is vandaag de dag (augustus 2010) nog steeds recordhouder met een totaal van tien nummer 1-albums (27 top 10- en 52 top 40-albums in de hitlijsten). Met 130 albums leidt Elvis Presley, gevolgd door Frank Sinatra (92), de lijst van artiesten met de meeste albums in de hitlijsten tussen 1955 en 2009. Presley is ook met 67 weken op nummer 1 een van de succesvolste soloartiesten in deze categorie. Met 52 top-40-albums is hij na Frank Sinatra (aangevuld 57) de nummer 2. Albumcharttopper Elvis 30 # 1 Hits (2002) deed het het zo goed dat Presley in 2002 een nieuw record erbij kreeg: dat van de langste periode tussen zijn eerste en zijn laatste album-topranking (46 jaar). Elvis Presley is volgens Billboards classificatiesysteem met de meeste nummer 1-hits en met de succesvolste albums de succesvolste artiest aller tijden.

#### Billboard Country
Naast tal van hits in de pophitlijsten had Elvis Presley 85 hits in de countryhitlijsten in de periode van 1955 tot 1998. Tot zijn dood in 1977 had hij 48 top 40-singleposities. 42 hits kwamen in de top 20 en 10 kwamen er op 1 (11 tot 2008). In zijn Sun-periode (1954–1956) had hij acht top-5-titels.
Presley had zeven nummer 1-albums. Zes van de zeven nummer 1-albums kwamen uit de periode 1973–1977. Een totaal van 30 albums kwamen in 2004 in de top tien, waarvan 36 in de Top 20 en 45 in de Top 40.
In de lijst van de 300 succesvolste countryzangers van 1944 tot 2008 staat Elvis Presley op nummer 38, ondanks de relatief korte periode die hij actief was in het genre (1954–1977).

#### Billboard Adult Contemporary
De "Adult Contemporary chart" werd geïntroduceerd in juli 1961 en heette oorspronkelijk "Easy Listening Grafieken". Het waren wekelijkse grafieken die in jaren 1960 vaak aangaven hoe vaak een liedje werd gespeeld op de radio en hoe vaak het verkocht werd in de winkels. Elvis Presley had de meeste hits tussen 1961 tot 2002 (53 hits), 48 in de top 40, 41 in de top 20 en 7 nummer 1-hits. Presley is gerangschikt op nummer 8 van de 200 succesvolste hedendaagse volwassen kunstenaars uit de periode 1961–2006.

#### Billboard Rhythm & Blues
Elvis Presley behaalde in deze categorie, die voornamelijk gedomineerd werd door "donkere" muzikanten, 35 hits van 1956 tot 1963, waaronder 29 in de top 20 en vijf nummer 1-hits.

#### Billboard Christmas
De RIAA riep in 2008 uit dat het kerstalbum Elvis Christmas Album, een compilatie van kerstliederen uit de jaren 1950 en 1970 met 9 miljoen verkochte exemplaren (nu ongeveer 10 miljoen) het best verkochte kerstalbum aller tijden is in de Verenigde Staten.

### Postume hits
Vijfentwintig jaar na zijn dood was de muziek van Presley nog steeds in de belangstelling. Het destijds minder bekende nummer A Little Less Conversation kreeg ten behoeve van een reclamespot een remix van de Nederlandse dj Junkie XL (JXL) en in grote delen van de wereld stond dit nummer hoog in de hitlijsten. In de Mega Top 100 stond het vijf weken op de eerste plaats. 39 jaar na zijn laatste nr.1-hit stond Presley opnieuw boven in de lijst. Een jaar later werd dit succes bevestigd met een bewerking van een ander minder bekend nummer: Rubberneckin.
In 2004 slaagde Presley erin opnieuw de Britse hitlijsten te veroveren met de heruitgave van zeventien hitsingles (aangevuld met de JXL-remix) die ook tijdens zijn leven reeds de hoogste plaats in de lijsten verwierven. De nummers van Presley bereikten opnieuw meermaals de top van de hitparade.

### Records
Een korte samenvatting van een aantal van de vele records die Elvis Presley brak en nog steeds houdt in de muziekindustrie:
- Hij heeft meer nummers in de hitparades dan enig andere artiest: 149.
- Hij stond langer op nummer 1 in de hitlijsten dan wie ook: 81 weken.
- Hij heeft de meeste nummer 1-hits achter elkaar: 10.
- Hij verdiende meer gouden en platina platen dan welke andere artiest ook.
- Hij heeft het grootste aantal kijkers in de hele concerttelevisiegeschiedenis op zijn naam staan: 1 tot 1,5 miljard mensen hadden toegang tot zijn show Aloha from Hawaii in 1973.
- Hij heeft de duizendste UK nummer 1-hit gehaald met het nummer One Night in 2005.
- Hij is er in de jaren 1970 in geslaagd om meer dan 380 optredens achter elkaar uitverkocht te krijgen. Daarmee is hij recordhouder.

## Prijzen en andere erkenningen
Elvis Presley heeft tijdens zijn leven bijna alle prijzen die er toen waren, ontvangen.
Op 16 januari 1971 werd Presley verkozen tot The Outstanding Young Man of the Year, een prestigieuze onderscheiding in de V.S. Hij kreeg de prijs vanwege zijn grote bijdrage aan de Amerikaanse cultuur. Presley kreeg datzelfde jaar een Lifetime Achievement Award van de National Academy of Recording Arts and Sciences en was daarmee de jongste artiest aller tijden die hem kreeg. De prijs wordt uitgereikt aan de succesvolste muzikanten die er zijn en die actief zijn in verschillende muziekgenres en -stijlen. Elvis Presley was na Bing Crosby, Frank Sinatra, Duke Ellington, Ella Fitzgerald en Irving Berlin de zesde ontvanger van deze onderscheiding.
Daarnaast was Presley veertien keer genomineerd voor een Grammy en kreeg hij er drie voor gospelplaten:
- 1967: Album How Great Thou Art, 1966
- 1972: Album He Touched Me, 1972
- 1974: Live-interpretatie van How Great Thou Art, Memphis maart 1974

In peilingen en onderzoeken wordt Elvis Presley erkend als een van de belangrijkste invloedrijke Amerikanen. "Elvis Presley is de grootste culturele kracht in de twintigste eeuw", zei componist en orkestleider Leonard Bernstein. "Hij introduceerde de beat en hij veranderde alles: de muziek, taal, kleding etc. Een geheel nieuwe sociale revolutie van de jaren 1960 kwam uit."
In 2005 werd Presley door het Amerikaanse volk verkozen in de top tien van The Greatest American. Hij was de eerste niet-politicus in de rangschikking. Slechts Martin Luther King, Benjamin Franklin en vijf Amerikaanse presidenten moest hij laten voorgaan.
Vanaf zijn dood worden wereldwijd vele festivals en concerten georganiseerd ter ere van Presley. Ook kreeg hij diverse standbeelden.
In maart 2011 werd Presley postuum ereburger van de Hongaarse stad Boedapest. Dit had te maken met het feit dat Presley op 6 januari 1957 het nummer Peace in the Valley zong tijdens zijn laatste optreden in The Ed Sullivan Show. Volgens Sullivan was dit nummer geïnspireerd op de situatie in Hongarije van dat moment.
Op 10 november 2018 besloot president Donald Trump Elvis Presley postuum de Medal of Freedom toe te kennen, de hoogste Amerikaanse onderscheiding die burgers kunnen krijgen wegens grote verdiensten op velerlei terrein.
Presley wordt geëerd wegens zijn geheel eigen sound, waarin hij gospel-, country- en bluesinvloeden combineerde, en de verkoop van meer dan een miljard platen. Bovendien diende hij twee jaar in het Amerikaanse leger.

### Halls of Fame
Presley werd na zijn dood opgenomen in verschillende Halls of Fame en Walks of Fame:
- Rock and Roll Hall of Fame (1986)
- Country Music Hall of Fame (1998)
- Gospel Music Hall of Fame (2001)
- Blues Hall of Fame (2004)
- Rockabilly Hall of Fame (2007)
- Music City Walk of Fame (2008)
- Mississippi Musicians Hall of Fame (?)
- Memphis Music Hall of Fame (2012)

### Graceland

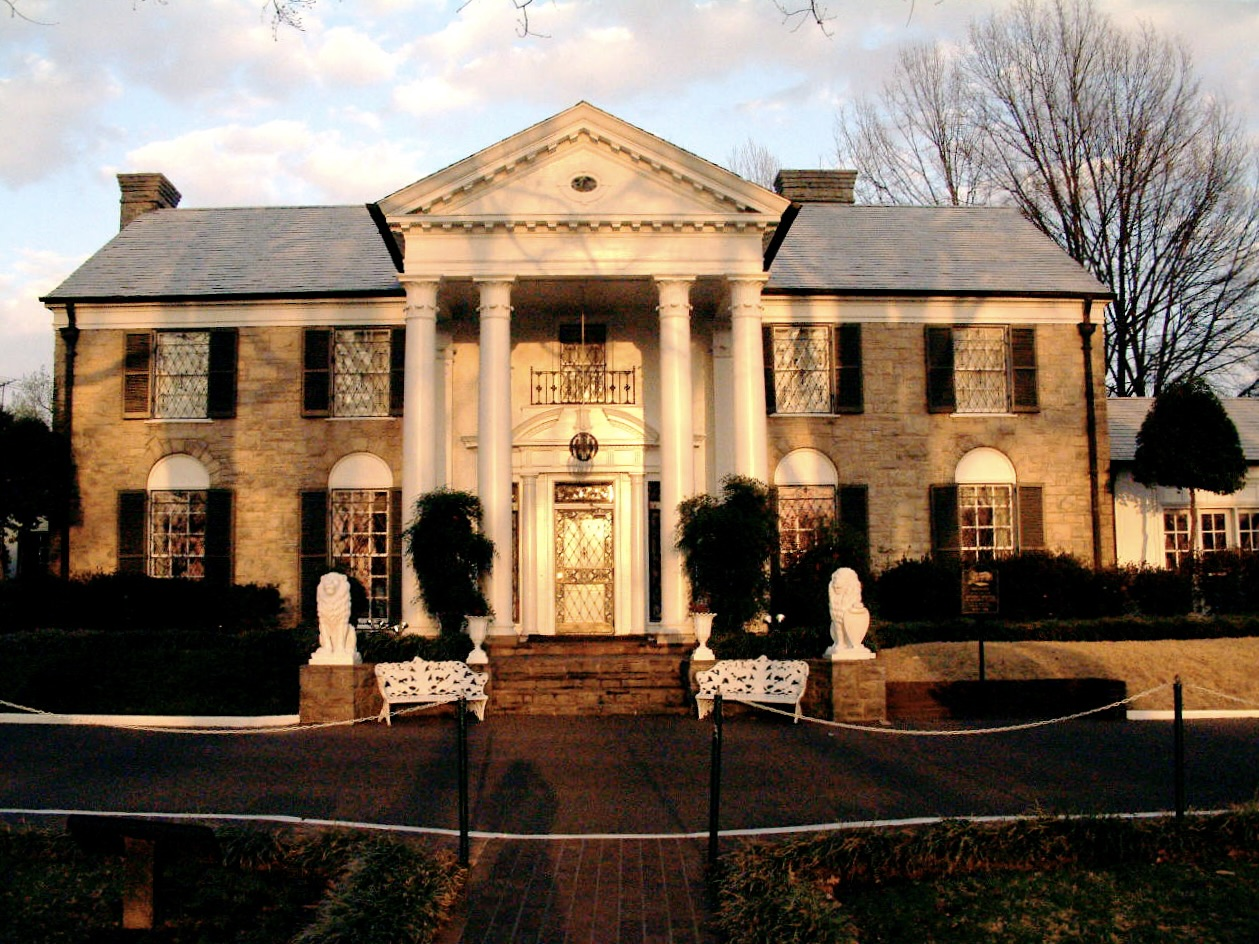
Graceland in de avondzon

Graceland is het meestbezochte woonhuis dat als museum fungeert in de VS, na het Witte Huis. Per jaar komen er meer dan 600.000 mensen op bezoek. Naast het huis, aan de andere kant van de 'Elvis Presley Boulevard', is een groot complex gebouwd, bestaande uit een hotel (Heartbreak Hotel), het Graceland-winkelcentrum, Graceland Plaza met winkels, een bioscoop en diverse tentoonstellingen waaronder Elvis' Automuseum. Bovendien zijn Presleys privévliegtuigen Hound Dog II en Lisa Marie er te bewonderen. Er ontstond een cultus rond de overleden ster.
In 2006 is Graceland door de Amerikaanse overheid benoemd tot National Landmark. Dit gebeurt normaal gesproken alleen met huizen van (ex-)presidenten van de VS en overige gebouwen en locaties die een bepaalde culturele betekenis hebben voor de Amerikanen. De benoeming van Graceland is uniek doordat het het eerste privéwoonhuis is dat op de lijst van National Landmarks is terechtgekomen.

### Andere musea

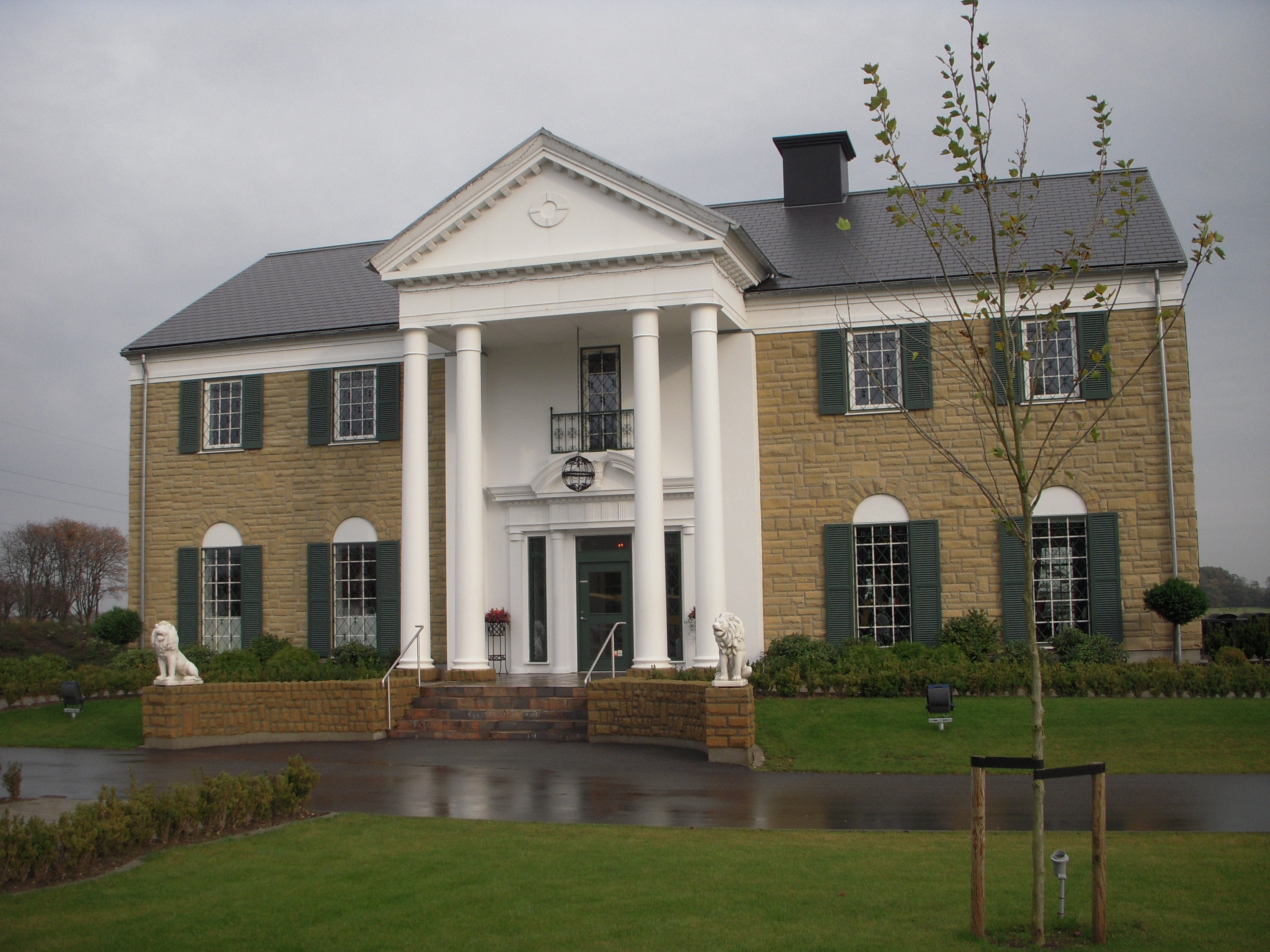
Memphis Mansion in Denemarken

Het geboortehuis van Elvis Presley in Mississippi is ook toegankelijk voor publiek. Het is omgevormd tot een klein museum met een kapel. In de VS zijn er ook nog The King's Ransom Museum in Nevada en het Elvis & Hollywood Legends Museum in Tennessee. Twee andere musea in de VS zijn inmiddels gesloten, te weten Graceland Too (1990–2014) en het Elvis-A-Rama Museum (1999–2006).
In Nederland bevinden zich twee particuliere musea over Presley, namelijk het Elvis Presley Museum in Culemborg en het Elvis Presley Museum in Molkwerum. In Düsseldorf ging het Elvis-Presley-Museum (2011–2013) binnen twee jaar dicht, daar waar het Wetterau-Museum in Hessen nog wel een deelcollectie toont. In Denemarken staat de Memphis Mansion in Randers en verder is er het Elvis Presley Museum in Hawera, Nieuw-Zeeland.

## Populariteit van Elvis Presley in Nederland
Vergeleken bij de Verenigde Staten en Groot-Brittannië was de populariteit van Elvis Presley in Nederland niet buitengewoon groot. Ter illustratie: in de Verenigde Staten had hij tussen 1956 en 1977 18 nummer 1-hits, in Groot-Brittannië 17. In Nederland 5, de laatste in 2002. Ook wisten de meeste lp's van Elvis in de jaren 1970 niet door te dringen tot de Nederlandse LP Top 50.
Hoewel zijn roem in Nederland minder groot was dan in enkele andere landen, geldt Elvis Presley desalniettemin als een van de meest memorabele artiesten die destijds in de jaren 1950 aan de wieg stonden van de popmuziek en de jeugdcultuur. In 2019 was zijn doorbraaknummer Heartbreak Hotel uit 1956, toen er in Nederland nog geen hitlijsten bestonden, het oudste nummer in de jaarlijkse Top 2000 van NPO Radio 2.
Ook in Nederland bestond lange tijd het fenomeen Elvis-imitatie, waarin zelfs wedstrijden werden georganiseerd in wie de best gelijkende Elvis-lookalike was, en dan met name naar zijn in de jaren '70 voor hem typerend geworden imago met protserige witte pakken, terwijl er ook artiesten waren die welbewust de stijl en de zangstem van Presley overnamen, zoals Jack Jersey, die destijds ook wel "de Nederlandse Elvis Presley" werd genoemd. Hiernaar werd ook verwezen in de tekst van het nummer I said no van Gruppo Sportivo.

## Bandleden
Bill Black was Presleys bassist tussen 1954 en 1958.
In datzelfde nummer deed ook zijn eerste gitarist Scotty Moore mee. Moore bleef aan tot 1968, net als D.J. Fontana (tot 1958 als onderdeel van Elvis Presley and the Blue Moon boys, daarna als ingehuurde sessiemuzikanten). Scotty Moore speelde met een elektrische jazzgitaar, zijn jazzy rock-'n-rollspeelstijl is nog steeds geroemd. Moore is in 2000 opgenomen in de Rock and Roll Hall of Fame, in 2009 zouden Black en Fontana volgen.
Vanaf augustus 1969 tot zijn dood trad Elvis op met de TCB Band (Takin' Care of Business), bestaand uit onder anderen sologitarist James Burton, bassist Jerry Scheff, drummer Ronnie Tutt , slaggitarist John Wilkinson en pianist Glen D Hardin.  Deze band begeleidde Elvis Presley ook tijdens Aloha from Hawaii.
De TCB Band, de originele begeleidingsband van Presley in de jaren 1970, treedt tot op heden nog steeds op.

## Presleys auto's
Elvis Presley had een grote passie voor het merk Cadillac. Hij kocht meer dan 200 auto's tijdens zijn leven, waaronder 100 Cadillacs.
De eerste Cadillac kwam uit 1955. Presley had de auto drie maanden, totdat die in juni van dat jaar in rook opging op een weg tussen de plaatsen Hope en Texarkana.
De tweede auto van Presley was de Cadillac 75 Fleetwood Limousine. Hij kocht de auto om hem voor de aankomende tournee te gebruiken. Ook werd deze limousine later gebruikt voor de verhuizing naar Graceland in 1957. Bij de verhuizing werd het interieur zwaar beschadigd. Er werden namelijk ook verschillende dieren in vervoerd, waaronder kippen, kalkoenen en eenden, die aan het interieur zaten te knagen.
De derde Cadillac is misschien wel de beroemdste auto van Presley. De De Ville Fleetwood 60 Special, beter bekend als de "Pink Cadillac". Hij was oorspronkelijk gekocht voor zijn moeder in een lichtblauwe kleur. Later werd de auto in een lichtroze kleur gespoten, waar Elvis Presley veel moeite voor heeft moeten doen omdat de kleur toen nog niet bestond.
Na de Pink Cadillac kwam er een Cadillac Eldorado. Presley kocht deze samen met June Juanico op 12 juni 1956 voor 10.000 dollar. Oorspronkelijk met een wit/zwarte kleur. Later had Presley hem laten overspuiten in een nieuwe kleur, in Memphis door Jimmy Sanders, dezelfde persoon die de Pink Cadillac had overgespoten. Naast dat de auto een nieuwe kleur kreeg werden er ook enkele details toegevoegd, zoals de initialen EP, gitaarmotieven en twee muzikale noten in het lederen interieur.
Een andere auto was de Series 75 Fleetwood Limousine uit 1960. Deze Cadillac was absolute luxe. Presley kocht hem voor het toenmalige recordbedrag van 100.000 dollar. Deze Cadillac was op dat moment een van de duurste auto's ter wereld. In het interieur zat veel apparatuur zoals een koelkast, telefoon, televisie, poetsmachine voor schoenen, een apparaat voor het luisteren naar tapes en zelfs een apparaat voor het luisteren naar platen van de RCA met een maximum van tien automatisch afgespeelde lp's. Alle apparatuur was afgewerkt in 24-karaats goud.
In 1964 was Elvis' manager Colonel Parker ervan overtuigd dat het zeer succesvol zou zijn om de Cadillac te gebruiken voor een promotionele tournee als het symbool van een koning. En ja, hij was inderdaad zeer succesvol. In de jaren 1970 werd de auto gedoneerd aan de Country Music Association Hall of Fame in Nashville waar hij anno 2010 nog steeds staat en een grote publiekstrekker is.
De Fleetwood Limousine Serie van 1964, met de kleur paars en vervolgens later zwart gespoten Cadillac is de favoriete en meest gebruikte auto door Elvis. Deze auto reed mee in de rouwstoet bij zijn begrafenis in 1977.
Presley kocht in 1967 zijn zoveelste Cadillac: een De Ville. Deze werd gebruikt door Presley en Priscilla tijdens hun huwelijksreis.
In 1968 werd een Eldorado Coupe gekocht voor exclusief privégebruik. Deze auto werd vaak gebruikt, vooral tijdens de periode van de geboorte van Lisa Marie. Later werd hij geschonken aan de stiefvader van Priscilla.
Later in 1974 kocht Presley een Cadillac Fleetwood Brougham. Dit was ook een van de favoriete auto's van The King. Deze auto zat bomvol opties, waaronder een plafond met een heldere maan en het beeld van God. Deze auto werd ook gebruikt in de rouwstoet bij de begrafenis van Presley. De huidige eigenaar kocht hem van Graceland in 1980 en in 2000 veilde hij de auto voor het "bescheiden" bedrag van 1,2 miljoen dollar.
Andere Cadillacs die tot Presley behoorden waren de Cadillac: Sedan, Station Wagon, Sedan de Ville en Eldorado Convertible. De laatste was persoonlijk ontworpen door Presley in 1965, het was het ideale beeld van de auto van zijn dromen. De auto werd gemaakt door George Barris. Presley heeft de auto nooit gezien doordat het project pas klaar was na zijn dood.
Naast Cadillacs kocht Presley ook graag auto's van de merken Lincoln en Stutz.

## Filmografie
- Love Me Tender (1956)
- Loving You (1957)
- Jailhouse Rock (1957)
- King Creole (1958)
- G.I. Blues (1960)
- Flaming Star (1960)
- Wild In The Country (1961)
- Blue Hawaii (1961)
- Follow That Dream (1962)
- Kid Galahad (1962)
- Girls! Girls! Girls! (1962)
- It Happened At The World's Fair (1963)
- Fun in Acapulco (1963)
- Kissin' Cousins (1964)
- Viva Las Vegas (1964)
- Roustabout (1964)
- Girl Happy (1965)
- Tickle Me (1965)
- Harum Scarum (Harem Holiday) (1965)
- Frankie and Johnny (1966)
- Paradise, Hawaiian Style (1966)
- Spinout (California Holiday) (1966)
- Easy Come, Easy Go (1967)
- Double Trouble (1967)
- Clambake (1967)
- Stay Away, Joe (1968)
- Speedway (1968)
- Live A Little, Love A Little (1968)
- Charro! (1969)
- The Trouble With Girls (And how to get into it) (1969)
- Change Of Habit (1969)
- Elvis: That's The Way It Is (1970)
- Elvis On Tour (1972)
- This is Elvis (1981) (Presleys levensverhaal, waarin deels gebruikgemaakt wordt van oude beelden van, door en met Presley)
- Elvis (2022) (Een biopic over Presleys levensverhaal, met Austin Butler in de hoofdrol als Elvis. Ook werden er oude beelden van Elvis Presley gebruikt.)

## Wetenswaardigheden
- De zogenoemde "lachversie" (of laughing version) van Are You Lonesome Tonight? die in 1980 hoog in de Nederlandse Top 40 kwam is een opname van 26 augustus 1969 vanuit het International Hotel in Las Vegas. Hier trad Presley van 31 juli tot 28 augustus 1969 op. Dat hij in de lach schiet omdat hij een kale man in het publiek zag en zong in plaats van de gebruikelijke tekst ("Do you gaze at the doorstep and picture me there"): "Do you gaze at your bald head and wish you had hair”, is een mythe. Elvis had de gewoonte om tijdens concerten soms humoristische teksten te zingen die hem plots te binnen schoten. Er is nog een versie met dezelfde tekst waar hij niet in de lach schiet. De sopraanzangeres was niet, zoals vaak wordt beweerd, Cissy Houston, de moeder van Whitney Houston (die destijds de leadzangeres was van het achtergrondkoor The Sweet Inspirations), maar Millie Kirkham (1923–2014). In 1980 werd de geluidsopname op cd uitgebracht in de Elvis Aron Presley box set.
- Presley heeft in 1964 een poging gedaan om de rol van de befaamde countryzanger Hank Williams te spelen in Your Cheatin' Heart, een film over het leven van Williams. De weduwe van Williams hield dit tegen, omdat ze bang was dat de aanwezigheid van Presley de geschiedenis van haar man zou overschaduwen. Uiteindelijk ging de rol naar George Hamilton.
- In de film Spinout (1966) rijdt Presley als eerste in de allereerste McLaren-racewagen die ooit gebouwd werd. Het gaat om het "Gouden Type" "Elva M1A 7".[256]
- Presleys vrouwelijke fans stonden erom bekend niet weg te willen gaan uit de zaal als Elvis zijn optreden had afgerond. De omroeper (Al Dvorin) zei dan "Ladies and gentlemen, Elvis has left the building" ("Dames en heren, Elvis heeft het gebouw verlaten") dat tot zijn dood gebruikt werd als standaardzin na optredens en later uitgroeide tot gezegde om uit te drukken dat iets afgerond of gestopt is.
- Zijn kleindochter is actrice Riley Keough.
- Gerechten waarvoor Presley een voorliefde had zijn onder meer Fool's Gold Loaf en de Elvissandwich.